# 陸上自衛隊
陸上自衛隊（りくじょうじえいたい、英: Japan Ground Self-Defense Force）は、日本の実力組織である自衛隊のうちの陸上部門。行政機関としては防衛省の特別の機関のひとつである。略称は陸自（りくじ）、JGSDF。他国における陸軍に相当する組織であり、国際法上は軍隊として取り扱われる。

## 概要

自衛隊で用いられている内閣総理大臣旗

陸上幕僚監部並びに統合幕僚長および陸上幕僚長の監督を受ける部隊および機関からなる。各部隊および各機関は防衛省の特別の機関である。自衛隊法の規定によれば、「主として陸において行動することを任務とし（第3条３）」、「日本の平和と独立を保つため、直接及び間接の侵略に対する防衛を行うことを主任務とし、また、必要に応じて公共の秩序の維持に当たるものとする。（第3条1）」とされる。主に陸上自衛官で構成され、その最上級者は幕僚機関である陸上幕僚監部を統括する陸上幕僚長である。
定員は防衛省設置法においては常備自衛官150,245人が定められている。また、自衛隊法において定員外に即応予備自衛官7,981人および予備自衛官、予備自衛官補が定められている。
現員は常備自衛官134,011名（令和5年度末）、即応予備自衛官は4,120人（令和4年度末）。2024年（令和6年）度の陸上自衛隊の予算は約2兆3460億円である。
2024年（令和6年）3月31日時点での主要な装備保有数は、陸上装備では戦車約300輌、装甲車約970輌、機動戦闘車約180輌、軽装甲機動車約1,800輌、水陸両用車約50輌、火砲約300門、迫撃砲約1,200門、地対艦誘導弾6個地対艦ミサイル連隊、拳銃・小銃約158,500丁。航空機では固定翼機（連絡偵察）8機、回転翼機292機（対戦車40機、戦闘12機、輸送49機、観測37機、多用途154機）、ティルトローター機（輸送）14機。
駐屯地等の数は163（駐屯地134・分屯地29）である。
シンボルマークは「日本列島を守るように抱える緑色の両手」、キャッチコピーは「守りたい人がいる」。

## 名称
日本語名称は陸上自衛隊。略称は陸自（りくじ）。および
英語名称はJapan Ground Self-Defense Force。略称はJGSDF。
諸外国からは、Japanese Army（日本陸軍の意）に相当する語で表現されることがある。

## 歴史

### 組織の沿革
1945年（昭和20年）8月に日本はポツダム宣言を受諾。ポツダム宣言第9条に基き大日本帝国陸軍および大日本帝国海軍は解体され、代わって日本の防衛はアメリカ軍を中心とするGHQ進駐軍が担っていた。1950年（昭和25年）6月に朝鮮戦争が勃発し、在日米軍の大半が朝鮮半島に出動したことで、日本防衛について空白が生まれたため、ダグラス・マッカーサー元帥の書簡により国内の治安維持を目的として、同年8月に「警察予備隊」が創設された。
1952年（昭和27年）8月に「保安庁」が発足した。警察予備隊は海上保安庁の海上警備隊および航路啓開本部・航路啓開部とともに保安庁隷下に入り、それぞれ「保安隊」、「警備隊」に改組された。
その後、順次防衛力の整備が進み、1954年（昭和29年）7月1日に保安庁は「防衛庁」に、保安隊は「陸上自衛隊」に、警備隊は「海上自衛隊」にそれぞれ改組され、新たに「航空自衛隊」が創設された。陸上自衛隊を所管する防衛庁は、2007年（平成19年）1月9日に「防衛省」へと昇格した。

### 人事の歴史
警察予備隊創設当時の内閣総理大臣吉田茂には旧陸軍に対する反発があり、警察予備隊創設に当たって、国会で「警察予備隊創設の目的は、国内の治安維持のためである。軍隊にあらず」と答弁している。一方で、吉田茂と知己である辰巳栄一元陸軍中将が、吉田の軍事顧問として影で警察予備隊幹部人選に関与している。警察予備隊の総隊総監（のちの保安庁第1幕僚長、防衛庁陸上幕僚長に相当する）の人選にあたって、服部卓四郎元陸軍大佐を推す声がGHQからもあったが、吉田や辰巳の反対もあり旧内務官僚であった林敬三が充てられた。林は総隊総監・第1幕僚長として4年、統合幕僚会議議長としてさらに10年の計14年の長きに渡り自衛隊の制服組トップをつとめた。各自衛隊は発足の経緯から、いずれも初代幕僚長に旧内務省や旧逓信省といった官僚出身者を迎えたが、海自・空自が初代のみで終わったのに反し、陸自は戦中派出身の陸上幕僚長19名の内、内務官僚出身者が5名もおり、陸自が「内務軍閥」と言われる元となった。しかし、下記のように続々と帝国陸軍の元現役将校たちが大量に復権し警察予備隊および保安隊の中核となっていき、現在の陸上自衛隊が作られていくことになる。

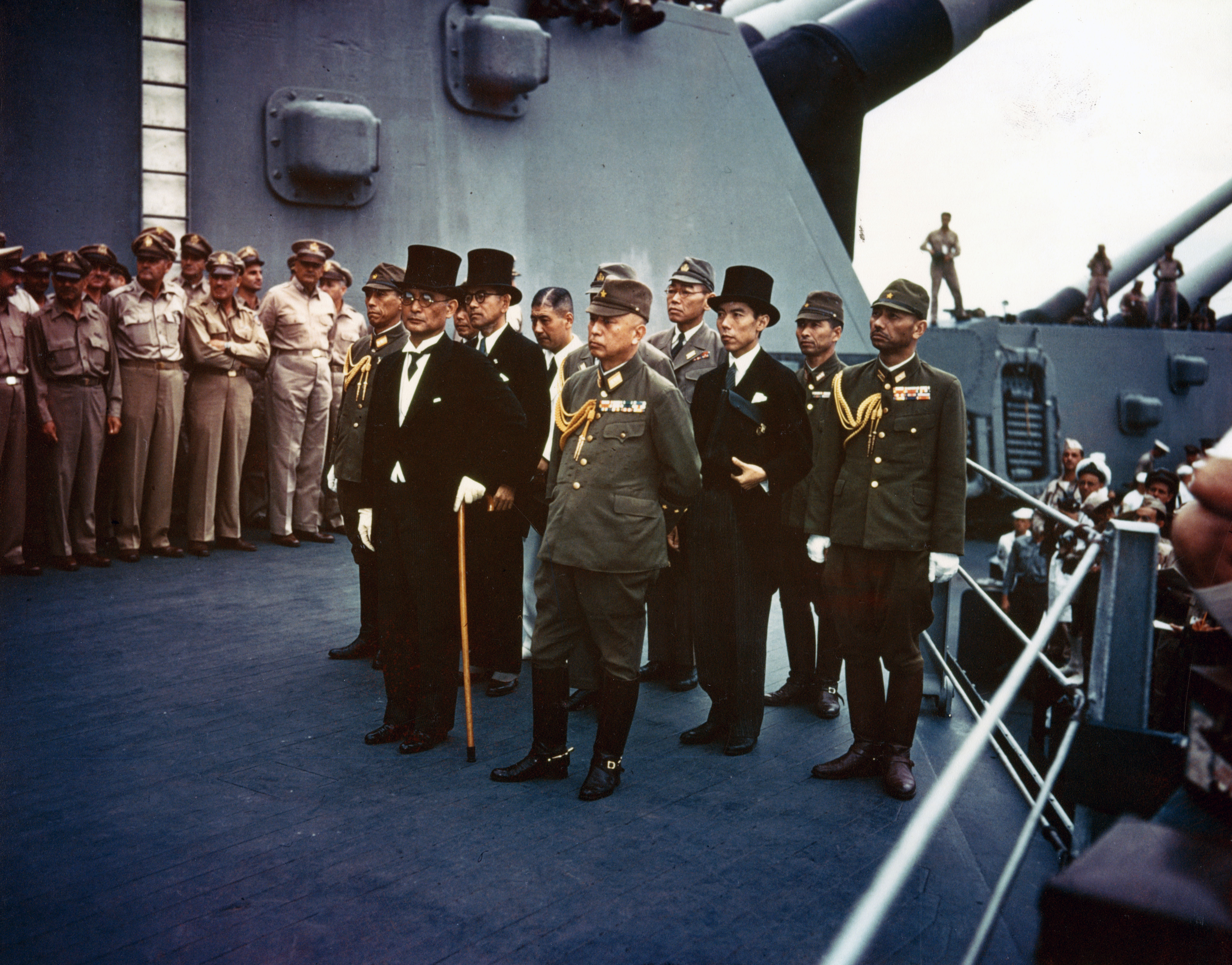
1945年（昭和20年）9月2日、降伏文書調印式（日本の降伏）に日本側代表団大本営全権随員として出席した陸軍大佐時代の杉田一次（最後列右端）。第25軍参謀として太平洋戦争の発端となったマレー作戦に従軍し、以後は各地の軍・方面軍や大本営の参謀として、また参謀本部において多くの作戦指導にあたった杉田はのちに陸上自衛隊第3代陸上幕僚長に就任する

1950年（昭和25年）8月の警察予備隊創設当初は陸軍士官学校・陸軍航空士官学校出身（士官候補生）の元現役将校の入隊は認められず、幹部は警察を含む内務省等の文官や、陸軍予備士官学校等出身（甲種幹部候補生等）の元予備役将校からなった。発足以後、矢継ぎ早にアメリカ陸軍からさまざまな兵器の供与を受けたが、もとより軍事知識に乏しい文官出身者や短期間の下級将校教育しか受けていない元予備役陸軍将校では部隊の指揮統率や兵器に関する教育は不可能であった。そのため指揮系統をより強固なものとすべく、翌1951年（昭和26年）6月には陸士・陸航士第58期卒の元現役陸軍将校であったうちの245名が第1期幹部候補生として入隊したが、58期生は陸軍少尉任官が終戦直前であったために実務経験が乏しく、期待されたほどの効果はなかった。このことから、帝国陸軍において高度かつ長期間の軍事教育を受け実戦経験も豊富な陸軍中佐以下の佐官級元現役陸軍将校まで募集が拡大され、同年10月1日には竹下正彦元陸軍中佐（陸士第42期。のち第4師団長、陸上自衛隊幹部学校長）、衣笠駿雄元陸軍少佐（陸士第48期。第1空挺団初代団長を経たのち第9代陸上幕僚長、第6代統合幕僚会議議長）や曲壽郎元陸軍少佐（陸士第50期。のち第10代陸上幕僚長）などの405名の元佐官が、12月5日には407名の元尉官が採用され警察予備隊に合流した。
当時は陸軍大佐の入隊は認められなかったが、1952年（昭和27年）7月14日、保安庁保安隊への組織改編を前に、軍事的専門性をより高めるために陸士と陸軍大学校または陸軍砲工学校高等科を卒業し、陸軍省や参謀本部の中枢において日中戦争（支那事変）や太平洋戦争（大東亜戦争）の指導的立場にあった者を中心とする元陸軍大佐10名と元海軍大佐1名の入隊が認められた。その11名の内訳は杉山茂（陸士第36期。のち第2代陸上幕僚長）・杉田一次（陸士第37期。のち第3代陸上幕僚長）・岸本重一（陸士第34期。のち幹部学校長）・松谷誠（陸士第35期。のち北部方面総監）・井本熊男（陸士第37期。のち幹部学校長）・新宮陽太（陸士第38期。のち幹部学校長）・高山信武（陸士第39期。のち陸上幕僚副長）・細田煕（陸士第39期。のち東部方面総監）・吉橋戒三（陸士第39期。のち幹部学校長）・松田武（陸士第39期。陸上幕僚監部第4部長を経て1956年（昭和31年）に航空自衛官に転官、のち第4代航空幕僚長）・桜義雄（海兵第52期。のち北部方面副総監兼札幌駐屯地司令）となる。同年同月には天野良英元陸軍中佐（陸士第43期。のち第5代陸上幕僚長、第3代統合幕僚会議議長）・吉江誠一元陸軍中佐（陸士第43期。のち第6代陸上幕僚長）が、さらに1955年（昭和30年）10月には陸軍中野学校に関係し情報戦や心理戦を担当していた藤原岩市元陸軍中佐（陸士第43期。調査学校長を経たのち第1師団長）などが合流している。
元軍人の警察予備隊（保安隊・陸上自衛隊）入隊に際して、その階級は旧軍時代の最終階級に相当するものが与えられている。例として元大佐である杉山や杉田は入隊と同時に大佐相当の1等警察正となり、翌1953年（昭和28年）に少将相当の保安監補、さらに1954年（昭和29年）7月の陸上自衛隊発足時に陸将に昇任し、何れも数年後に陸上幕僚長に就任している。
1957年（昭和32年）に、初の防衛大学校（旧保安大学校）出身の隊員が入隊して以降、順次防衛大学校出身の幹部自衛官が増加していった。1986年（昭和61年）3月に中村守雄陸将（陸軍航空士官学校第61期）が退官したことにより、陸上自衛隊における旧陸軍出身者は皆無となった。陸海空自衛隊最後の旧軍出身者は翌1987年（昭和62年）12月に退官した、空自の森繁弘統幕議長（航士第60期）である。なお、旧陸軍軍人は陸上自衛隊（警察予備隊・保安隊）だけでなく、旧陸軍航空部隊出身者を中心に航空自衛隊にも多数入隊しており、航空幕僚長就任者を旧軍の出身別に分けると陸軍11名・海軍5名と旧陸軍出身者が過半数を占め旧海軍出身者を上回っている。
近年は災害派遣、海外派遣など活動範囲を広げ、国内外で注目を集めている。また、自衛隊そのものの活動ではないが、カンボジアにおいて、元陸自隊員の立ち上げたJMASが地雷不発弾処理を行い、成果を挙げている。
アメリカ陸軍の陸軍最先任上級曹長（Sergeant Major of the Army）制度や海上自衛隊の先任伍長制度を参考に、2006年（平成18年）4月1日には、陸上幕僚監部に「陸上自衛隊最先任上級曹長」を置いて、准陸尉・陸曹階級の能力活用にも取り組んでいる（曹士の能力活用）。

### 旧陸軍との関係性
早期の海軍復活を目指す旧海軍軍人主導で創設され旧海軍の伝統を重んじる傾向にある海上自衛隊とは違い、陸上自衛隊は旧陸軍が旧海軍に比べ戦争責任が大きいと見られたことにより、陸上自衛隊は旧陸軍との関係に神経を使っていたが、実際には強い結びつきを持っていた。
陸上自衛隊の前身である警察予備隊は、当初は旧軍人を排除して旧内務官僚が中心となって固められていた。一方で、旧軍幹部はさまざまな団体や機関を結成し、連合国軍最高司令官総司令部（GHQ）のG2（参謀第2部）と連携して軍再建に向けて動いており、一部旧軍人の追放解除と警察予備隊への入隊へと結実していた。1951年（昭和26年）には陸士40期以上の中佐組を先頭に大量の元佐官と元尉官が入隊したほか、1952年（昭和27年）7月には指揮・作戦・管理能力を評価され、高級幹部要員として特別に推薦された11名の元大佐（旧海軍と航空関係を除けば9人）が入隊するに至った。これにより警察予備隊の幹部構成に重大な変化が生じたほか、元大佐組を筆頭として、大量の旧陸軍将校が入隊したことにより旧陸軍の『歩兵操典』『作戦要務令』『統帥参考』などに代表される用兵思想が流入することになった。警察予備隊に入隊した旧陸軍将校は有末機関や服部機関などの旧高級軍人の組織と密接な関係を持ち、旧陸軍将校団の結束も依然として固かった。
旧陸軍の将官クラスも陸上自衛隊に関係しており、陸上自衛隊幹部学校の指揮幕僚課程（CGS）における戦史授業として、旧陸軍皇道派のシンボル的存在であった荒木貞夫元陸軍大将が「日露戦争の思い出」と題する講義を行っていたほか、陸上自衛隊幹部学校の機関紙である『幹部学校記事』1962年（昭和37年）1月号に「昭和三十七年壬寅の年を迎えて」という記事を寄稿している。また、今村均元陸軍大将、下村定元陸軍大将、安田武雄元陸軍中将、菅晴次元陸軍中将、沼田多稼蔵元陸軍中将が防衛庁顧問に就任している。
旧陸軍の親睦組織である偕行社は陸上自衛隊の行事を積極的に支援したほか、陸上自衛隊側も旧陸軍の将官クラスを駐屯地祭に招待したり、戦史研究として講演を依頼していた。2001年（平成13年）には偕行社への陸上自衛隊・航空自衛隊の元幹部自衛官の正会員資格が認められ、正式入会が進んでいる。なお、偕行社に相当する旧海軍の水交社が、戦後の再建時に水交会と改称したまま現在に至るのに対し、偕行社は旧陸軍時代の名称を復活させている。
陸上自衛隊のイラク派遣の際には、支那事変（日中戦争）時に旧陸軍が主に中国大陸で行なっていた宣撫工作が参考にされている。
文化の面においても、陸上自衛隊の連隊旗である自衛隊旗は旧陸軍の連隊旗である軍旗の意匠たる十六条旭日旗をモチーフに、八条旭日旗に変更制定（八条旭日旗の意匠自体は十六条旭日旗と同時代の頃から存在している、軍旗#自衛隊旗の意匠）、事実上の陸上自衛隊のシンボルとし、行進曲のひとつとして旧陸軍の行進曲「観兵式分列行進曲」を採用。行進曲「扶桑歌」としていたが、近年では「陸軍分列行進曲」と呼称発表している。また、太平洋戦争（大東亜戦争）のパレンバン空挺作戦で活躍した旧陸軍第1挺進団の活躍を謳う軍歌「空の神兵」は、第1空挺団がオリジナルの歌詞と共に受け継いでいるほか、富士総合火力演習や各地での演奏会行事にて音楽隊により旧陸軍の軍歌・軍楽が盛んに演奏されている。なお、陸上自衛隊の第1空挺団および中央音楽隊は、戦後予備隊に入隊した旧陸軍将校（衣笠駿雄元陸軍少佐・須摩洋朔元陸軍軍楽大尉）を筆頭とする旧陸軍軍人によって創設発展されたものである。
また、各職種の色（隊種標識色）は旧陸軍の兵科色に準じているほか、駐屯地（衛戍地）が同都道府県である旧陸軍の部隊（歩兵連隊等）と、陸上自衛隊の部隊（普通科連隊等）同士の連隊番号（隊号）も極力一致させている。例として、静岡の第34普通科連隊は旧陸軍の歩兵第34連隊の隊号および、歩兵第34連隊第1大隊の軍神橘周太陸軍歩兵中佐に因む「橘連隊」の名を継承するとともに、橘中佐の胸像や銅像を板妻駐屯地内に再建している。
第1普通科連隊は、旧陸軍の歩兵第1連隊の異名である「頭号連隊」の名を、駐屯地が赤坂から練馬へと移りながらも継承しており、旧陸軍以来の連続性を自認している。
釧路の第27普通科連隊は、終戦時旭川からの移駐により釧路駐屯地に駐屯した旧陸軍の歩兵第27連隊の番号を継承しており、毎年厳冬期に八甲田山系で冬季雪中戦技演習を行なっていることで知られる青森の第5普通科連隊は、旧陸軍の歩兵第5連隊の連隊番号を継承している。
久居の第33普通科連隊は旧陸軍の歩兵第33連隊の連隊番号を継承しており、また、同地に所在している。
大阪の第37普通科連隊は旧陸軍の歩兵第37連隊の隊号および、同連隊が事実上の部隊マークとして使用していた楠木正成の「菊水紋」と「菊水連隊（菊水部隊）」の名を継承している。
北海道の第11戦車隊は、占守島の戦いにおいて奮戦して北海道を護った旧陸軍の戦車第11連隊（愛称「士魂部隊」、部隊マーク「士」）を顕彰し、栄光の「士魂精神」の伝統を継承する意味で1970年（昭和45年）より「士魂戦車大隊」と自ら称し、公式の部隊マークとして装備の90式戦車に「士魂」の二文字を描いている。

## 防衛力の整備

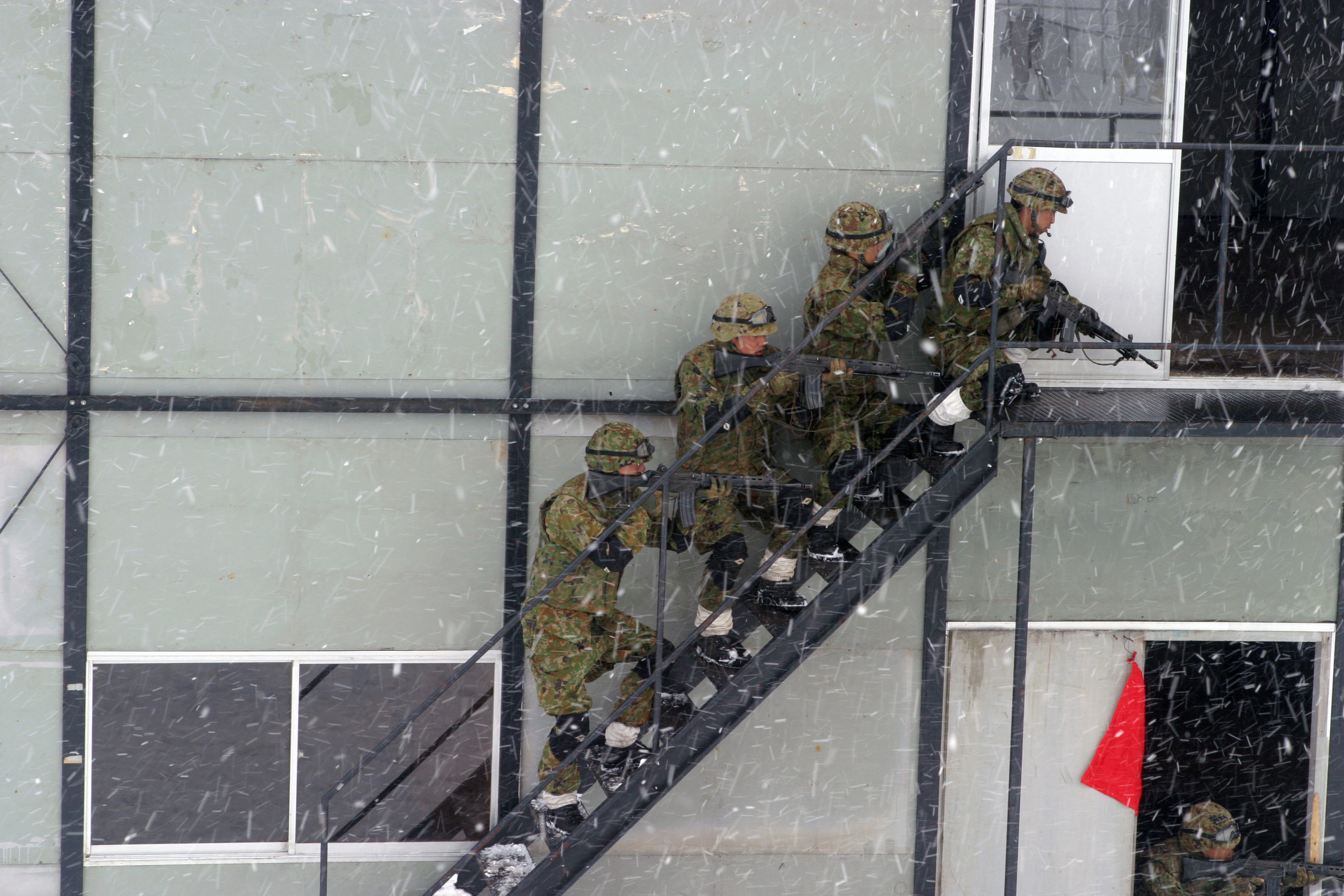
訓練中の陸上自衛隊とアメリカ海兵隊（宮城県仙台市）

陸上自衛隊は志願者のみで構成され、諸職種（兵科）を持つ。
人件費が割高であることに加え、その装備は輸出しないために少量生産であることが多く、世界屈指の調達費がかかっていると言われる。

### 発足当初
発足当初の陸上自衛隊は、1個方面隊および4個管区隊編成であった。武器は米軍供与のものが中心であり、1960年（昭和35年）代の戦車や小銃などの国産装備の採用まで、この米軍供与の武器が主体である状態が続いた。方面隊は、ソビエト連邦の脅威に対応するため北海道を管轄する北部方面隊のみ置かれ、北部方面総監部は札幌市に所在した。
管区隊は、アメリカ陸軍の歩兵師団を参考に編成された部隊で、管区総監部および3個大隊から成る普通科連隊3個、野戦砲6門の中隊3コで編成される大隊4個と対空大隊から成る特科連隊を基幹とする所謂三単位編制の師団であり、発足当時15,200名の人員を擁していた。第1から第4管区隊まで編成され、第1管区総監部（後の第1師団司令部）は東京都、第2管区総監部（後の第2師団司令部）は北海道旭川市、第3管区総監部（後の第3師団司令部）は兵庫県伊丹市、第4管区総監部（後の第4師団司令部）は福岡県筑紫郡春日町（現：春日市）にそれぞれ置かれた。

### 第1次防衛力整備計画：1958年（昭和33年）度 - 1960年（昭和35年）度

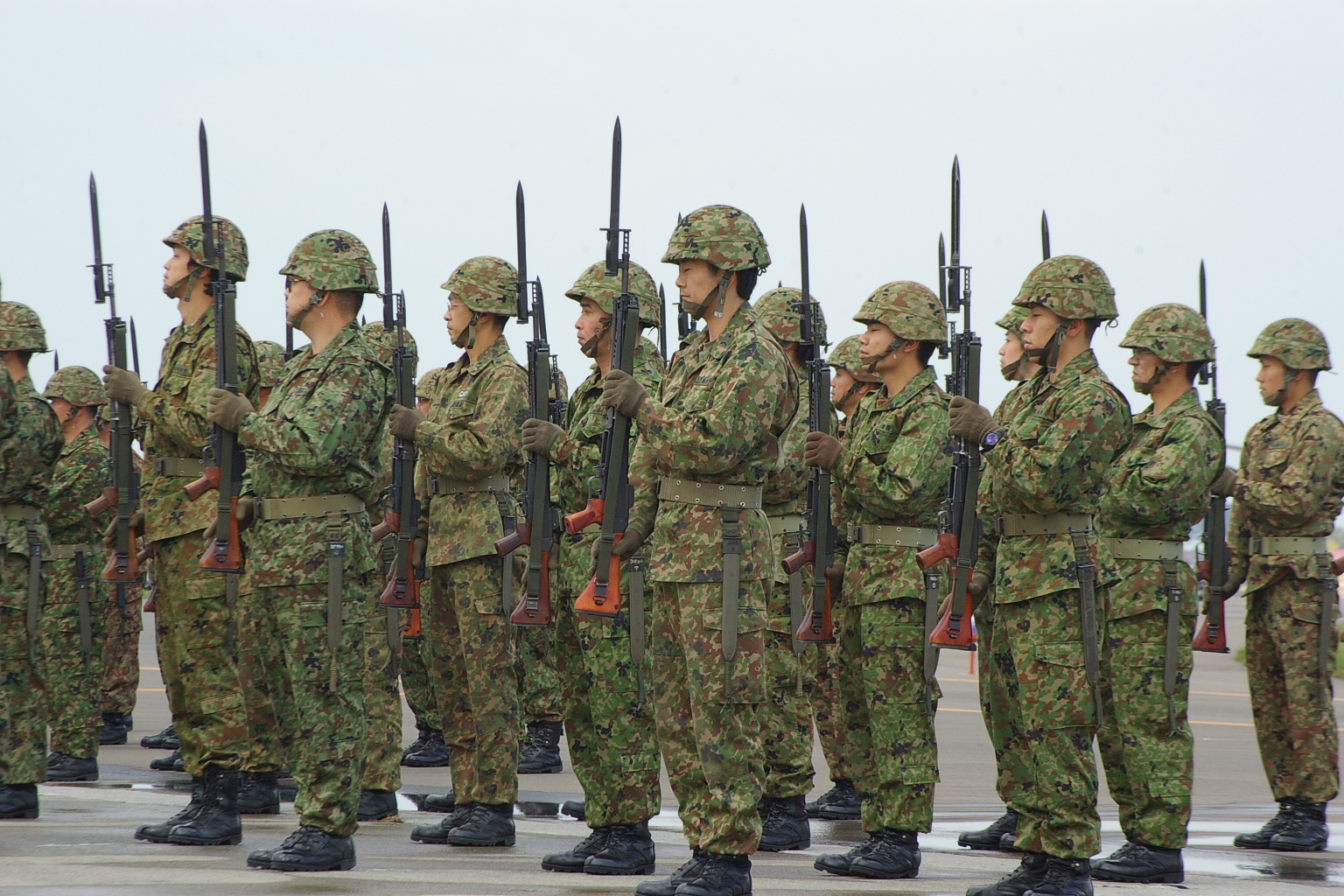
64式7.62mm小銃と銃剣で着剣捧げ銃をする隊員

1960年（昭和35年）度末の実績では、自衛官17万人、予備自衛官1万5千人、平時地域配備する部隊として6個管区隊および3個混成団の体制が確立され、上部組織として5個方面隊も整備された。その後も長らく自衛官定数17万人前後は維持された。
それに加えて、機動運用部隊としては、1個機械化混成団（第7混成団、後の第7師団）、1個戦車群、1個特科団、1個空挺団（第1空挺団）、1個教導団が編成された。

### 単年度計画：1961年（昭和36年）度
この1961年（昭和36年）4月に61式戦車が制式採用され、国産戦車の嚆矢となる。

### 第2次防衛力整備計画：1962年（昭和37年）度 - 1966年（昭和41年）度

1962年次（昭和37年次）の師団等配置

管区隊および混成団は、1962年（昭和37年）に師団編成となり、6個管区隊4混成団が13個師団に改編された。各師団の定員7000名 - 9000名という規模は、諸外国の旅団程度となる。1962年（昭和37年）度末の実績では、自衛官17万1500人、予備自衛官2万4千人、基幹部隊として5個方面隊・13個師団、地対空誘導弾部隊2隊の体制が確立された。ナイキ・エイジャックスシステムの導入も行われたが、これは1964年（昭和39年）から航空自衛隊へと移管された。
この第2次防衛力整備計画の中で、1964年（昭和39年）に64式7.62mm小銃が採用された。この小銃は1989年（平成元年）に89式5.56mm小銃が採用されるまで陸上自衛隊の主力小銃となっていた。

### 第3次防衛力整備計画：1967年（昭和42年）度 - 1971年（昭和46年）度
1971年（昭和46年）度末の実績では、自衛官17万9千人、予備自衛官3万6千人、基幹部隊として5個方面隊および13個師団、ホーク部隊4隊の体制が確立された。

### 第4次防衛力整備計画：1972年（昭和47年）度 - 1976年（昭和51年）度
1972年（昭和47年）5月15日の沖縄返還に伴い、平時地域配備する部隊として1個混成団（第1混成団）が新たに設けられ、沖縄県への駐屯を開始した。長らく主力戦車の座にあった61式戦車（累計560輛生産）であったが、この第4次防衛力整備計画中の1975年（昭和50年）に生産終了となった。

### 防衛計画の大綱：1977年（昭和52年）度以降

1981年次（昭和56年次）の師団等配置

自衛隊創設以来、4次にわたる「防衛力の整備計画」を実施して、防衛力が一定の水準に達した。そこで、1977年（昭和52年）以降は、「防衛計画の大綱」を定めて、それに基づいて防衛力を規律することになった。
そして、1985年（昭和60年）度以降は、大綱に基づいて5年毎の中期防衛力整備計画を実施してきた。
1980年（昭和55年）には、対馬警備隊が編成された。また、1981年（昭和56年）には四国地域警備のため、第13師団を改編し、第2混成団が編成されている。1990年（平成2年）8月6日に戦後第3世代戦車となる90式戦車が制式化された。1992年（平成4年）に国際連合平和維持活動等に対する協力に関する法律が制定され、陸上自衛隊による海外における活動の途が開かれた。これを受けて、陸上自衛隊初の海外実任務となる自衛隊カンボジア派遣が行われ、国際連合カンボジア暫定統治機構に部隊参加している。

### 防衛計画の大綱：1996年（平成8年）度以降

#### 概要

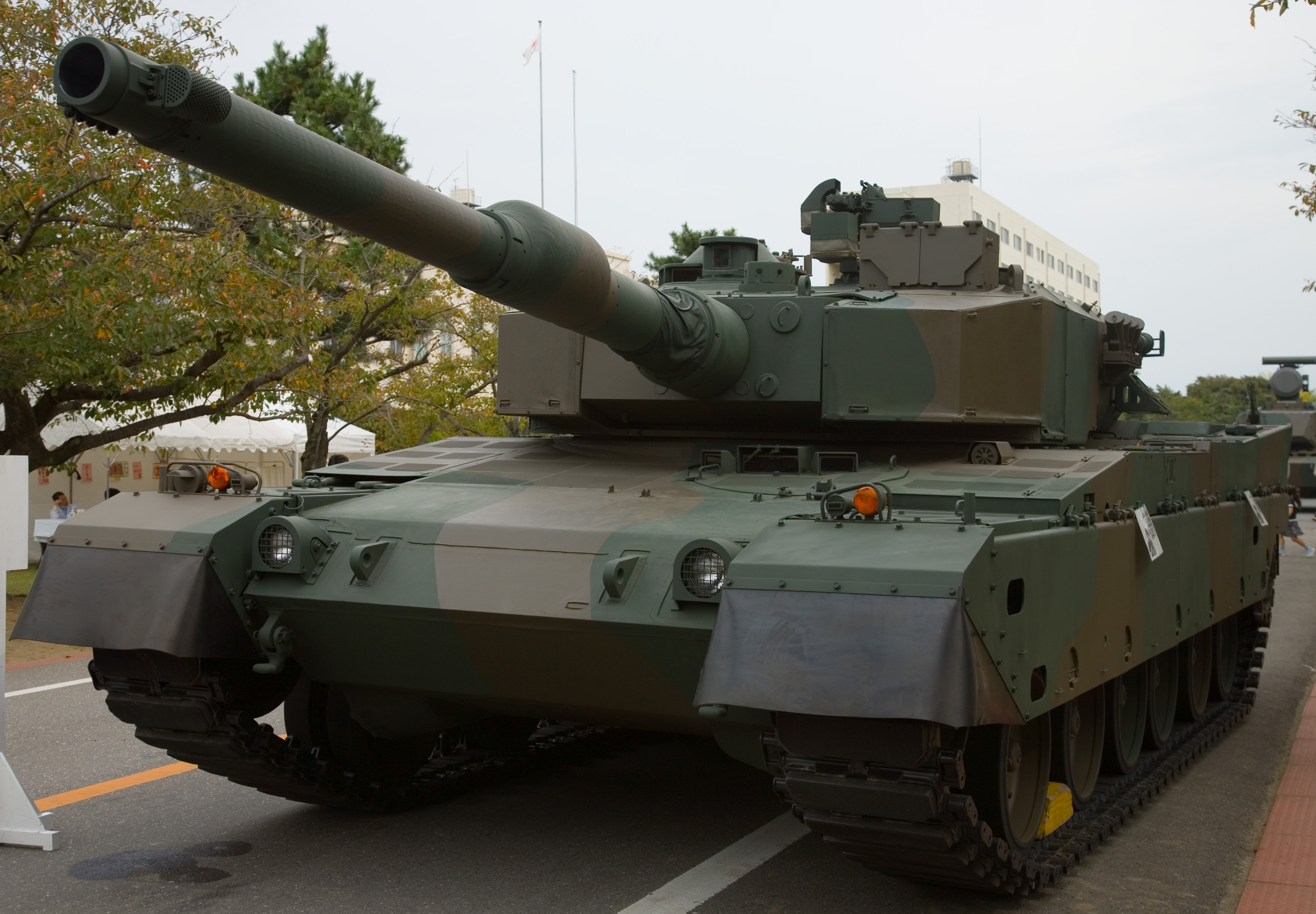
90式戦車

1995年（平成7年）11月28日に閣議決定された1996年（平成8年）度以降に係る防衛計画の大綱についてに基づく。冷戦終結に伴い、ソビエト連邦軍による北海道への大規模な侵攻の可能性は減少し、従来の北方重視から、軍備増強を続ける中国人民解放軍や朝鮮半島有事に備えての西方重視へと方針を変更することとなる。また、師団の一部および混成団を旅団に改編することとなった。また、市街地戦闘訓練の充実、日本の警察や地方公共団体と連携した防災訓練の推進なども行われた。

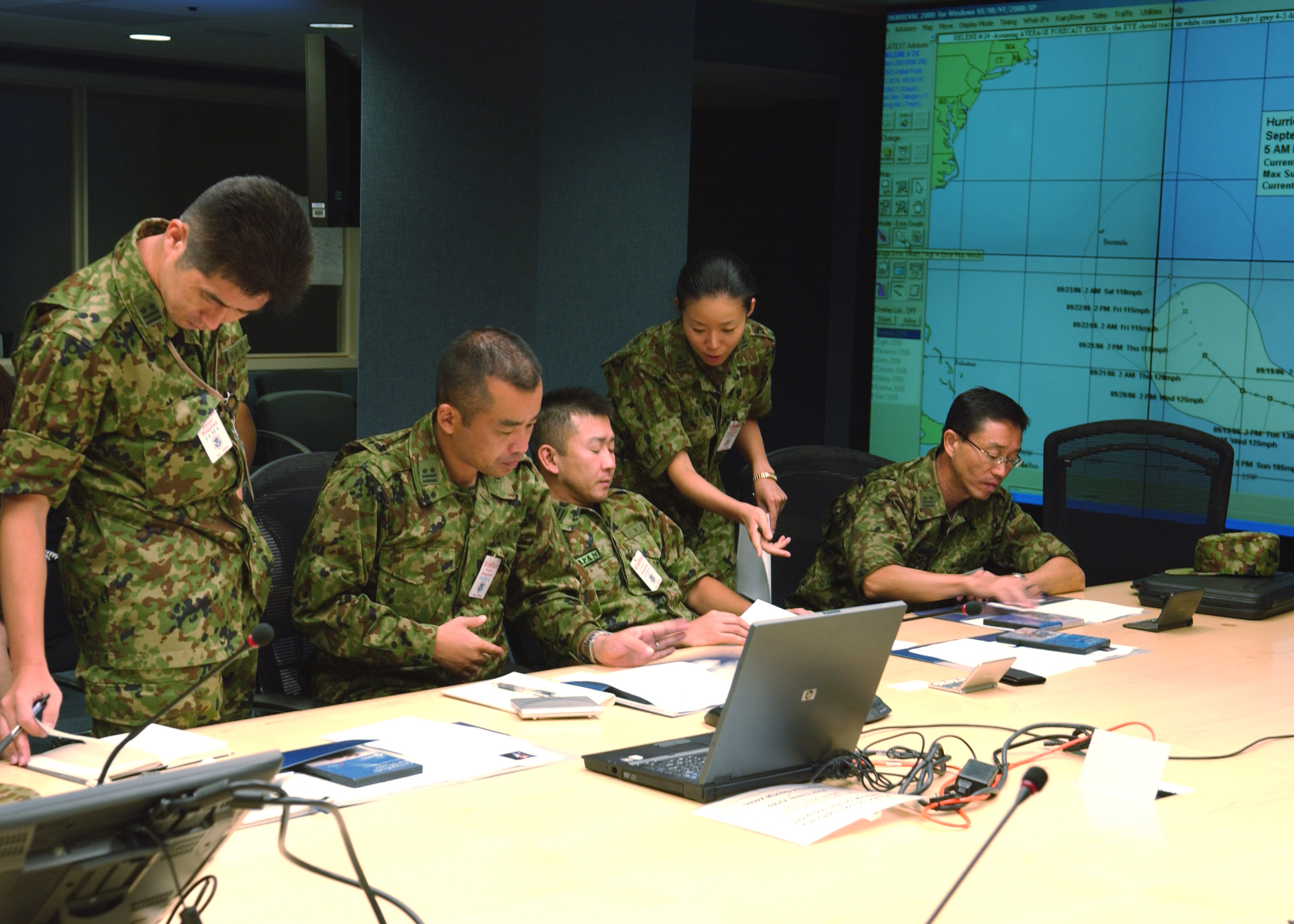
2006年（平成18年）9月18日
会議を行う陸上自衛官

編成定数は、常備自衛官定員が14万5千人、即応予備自衛官が1万5千人の合計16万人とされる。基幹部隊のうち、平時地域配備する部隊は8個師団および6個旅団（2004年（平成16年）度末までに完了したのはその一部のみ）、機動運用する部隊は1個機甲師団、1個空挺団および1個ヘリコプター団、地対空誘導弾部隊は8個高射特科群とされた。主要装備では、戦車は約900両、主要特科装備は約900門/両とされた。
これに基き、陸上自衛隊初となる「旅団」編成（小型師団型）が1999年（平成11年）に発足した（第13旅団）。ただし、元々旅団規模でしかなかったものをさらに縮小したため、実質的な規模や戦力は連隊ないし連隊戦闘団程度となっている。

#### 中期防衛力整備計画：1996年（平成8年） - 2000年（平成12年）
中期防衛力整備計画 (1996)に基づく改革は比較的小規模であった。この段階では、13個師団、2個混成団で、戦車約1200両、火砲約1000門が維持された。

#### 中期防衛力整備計画：2001年（平成13年） - 2005年（平成17年）
当初、この2001年（平成13年）の中期防衛力整備計画 (2001)は2005年（平成17年）度末までを予定していたが、2005年（平成17年）度から新しい防衛大綱が定められたことに伴い、2004年（平成16年）度末で廃止された。
基幹部隊については、「陸上自衛隊については、装備の近代化にも配意しつつ、新たに4個の師団及び2個の混成団について改編を実施する。その際、1個の師団及び1個の混成団は旅団に改編するとともに、改編した師団及び旅団のそれぞれについて、その一部の部隊を、即応性の高い予備自衛官を主体として編成する」とされた。2004年（平成16年）度末時点で、10個師団、3個旅団（第5・第12・第13旅団）、2個混成団（第1・第2混成団）の編成であった。
2005年（平成17年）3月31日現在で、陸上自衛隊の自衛官の定員は157,828人、現員は147,737人、充足率は93.6%で、定員削減の結果、充足率が非常に高くなっている。これは、部隊の即応性・機動性が高くなっていることを示している。ただ、基幹部隊はなお各師団・旅団・混成団に分散されていた。
この中期防衛力整備計画の下では、対ゲリラ戦重視から防衛庁長官直轄部隊として特殊作戦群（2004年（平成16年）3月27日編成完結）西部方面総監直轄部隊として2002年（平成14年）に編成が完結した西部方面普通科連隊が新編された。また、2002年（平成14年）4月には国民に対する総合的な広報施設として、朝霞駐屯地に陸上自衛隊広報センターが開設された。

### 防衛計画の大綱：2005年（平成17年）度以降

#### 概要
2004年（平成16年）12月10日に安全保障会議決定・閣議決定された、2005年（平成17年）度以降に係る防衛計画の大綱についてに基づくもので、2005年（平成17年）4月以降が対象である。
編成定数は、常備自衛官定員が14万8千人、即応予備自衛官が7千人の合計15万5千人とされる。基幹部隊のうち、平時地域配備する部隊は8個師団および6個旅団、機動運用する部隊は1個機甲師団および中央即応集団、地対空誘導弾部隊は8個高射特科群とする。主要装備では、戦車は約600両、主要特科装備は約600門/両とされた。
国際貢献や災害派遣など自衛隊の活動する場面が増えたことにより、常備自衛官が3千人増員されたものの、公務員の定員削減の一環として即応予備自衛官が半減されることとなった。また、機動運用する部隊では、1個空挺団および1個ヘリコプター団が記載されなくなり、代わって中央即応集団が認められた。
主要装備も、大規模な地上軍の侵攻の危険性が大幅に減少し、むしろ軽装備の工作員又はテロリストの危険性が高まったことにより、対機甲戦重視を改め、正面装備を大幅に減少させた一方、即応力・機動性の向上を目指している。その一環として、コア部隊（即応予備自衛官を中心とする部隊）については、師団・旅団から方面隊直隷に移管（東北方面混成団など）し、第一線部隊である師団・旅団の全てを常備自衛官により充実させ、即応性を向上させた。

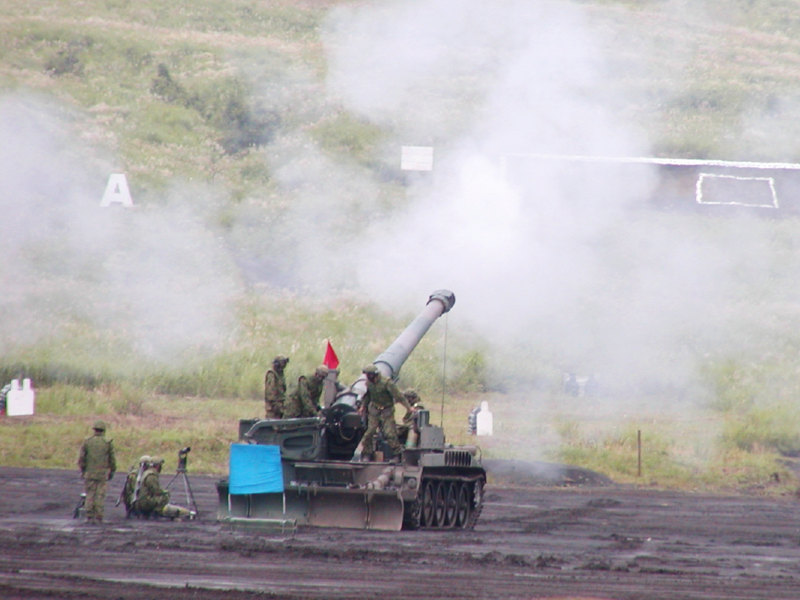
演習で発砲する203mm榴弾砲

この大綱に伴って戦車や火砲といった着上陸侵攻対処向け装備の大幅削減、そして隊員の削減なども同時に行われている。例えば、戦車の保有数は2005年（平成17年）3月現在で980両であるが、防衛計画の大綱（平成17年以降）では、これを600両程度まで削減することになっている。

#### 師団・旅団の体制
2005年（平成17年）度以降の防衛計画の大綱によると、師団および旅団は大きく2つに分類された。※大綱自体には明記はなく、下記定義は2006年（平成18年）度防衛白書による。
即応近代化師団・旅団新たな脅威や多様な事態に迅速かつ効果的に対応し得るよう、戦車や火砲などの重装備を効率化し、即応性・機動性を重視して編成・配置する部隊。
総合近代化師団・旅団新たな脅威や多様な事態への対応から、将来の本格的な侵略事態の対処まで、あらゆる事態に対応し得るよう、総合的な能力を重視して編成・配置する部隊。
更に、即応近代化師団・旅団には特に政経中枢型（第1師団・第3師団）および離島型（第15旅団）が、総合近代化師団には機甲型（第7師団）が設けられる。

#### 中期防衛力整備計画：2005年（平成17年） - 2009年（平成21年）
2005年（平成17年）度以降の防衛計画の大綱に基き、中期防衛力整備計画 (2005)が定められた。ここでは、陸上自衛隊の組織の見直しとして、「陸上自衛隊については、戦車及び主要特科装備の縮減を図りつつ、即応性、機動性等を一層向上させるため、5個の師団、1個の旅団及び2個の混成団について改編を実施し、このうち1個の師団及び2個の混成団は旅団に改編する。また、機動運用部隊や専門部隊を一元的に管理・運用する中央即応集団を新編する」とされた。また、同時に「計画期間末の編成定数については、おおむね16万1千人程度、常備自衛官定員についてはおおむね15万2千人程度、即応予備自衛官員数については、おおむね8千人程度をめどとする。なお、陸上自衛隊の常備自衛官の充足については、計画期間末において、おおむね14万6千人程度をめどとする」とされた。

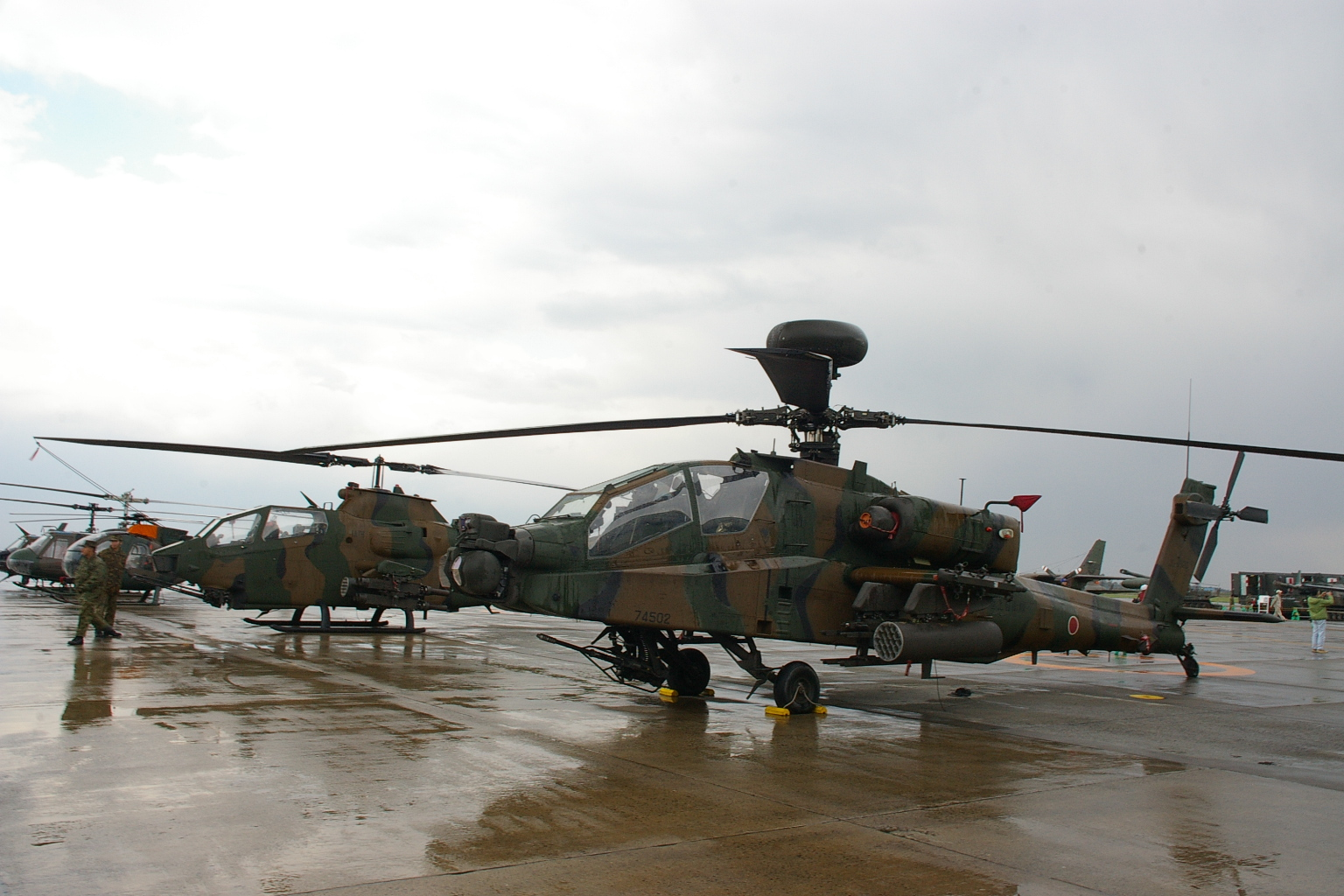
防衛省・陸上自衛隊 航空機群

この中期防衛力整備計画における装備品の主要な整備目標は次の通りである。戦車は49両、火砲（迫撃砲を除く）は38両、装甲車は104両、戦闘ヘリコプター（AH-64D）は7機、輸送ヘリコプター（CH-47JA）は11機、中距離地対空誘導弾（03式中距離地対空誘導弾）は8個中隊である。
今まで対戦車ヘリコプターとして配備されていたAH-1S コブラが退役する一方で、戦闘ヘリコプターとしてAH-64D アパッチ・ロングボウが新たに就役することになっていたが、防衛省は2007年（平成19年）にAH-64Dの導入打ち切りを発表し、それまでの調達数は10機となった。現在、新たな後継攻撃ヘリコプターの採用計画が進展している（詳細はAH-X）
なお、この計画に基づき以下の部隊・機関について新編・改編が実施された。
- 2006年（平成18年）3月27日：第2混成団を第14旅団に改編。
- 2007年（平成19年）3月28日：中央即応集団および中央情報隊を新編。
- 2008年（平成20年）3月26日：第11師団を第11旅団に改編。
- 2010年（平成22年）3月26日：第1混成団を第15旅団に改編。

### 防衛計画の大綱：2011年（平成23年）度以降

#### 中期防衛力整備計画：2011年（平成23年） - 2015年（平成27年）
当初の本計画の策定は2009年（平成21年）末に予定されていたが、同年8月30日に実施された第45回衆議院議員総選挙の結果、自由民主党・公明党による「自公連立政権」から鳩山由紀夫内閣（民主党政権）へと政権が交代する。これに伴い、麻生内閣下で提出された2010年（平成22年）度予算編成の見直しが図られることとなり、次年度分の予算編成は防衛大綱と中期防の裏づけの無い単年度予算で編成された。
また、当初の概算要求に盛り込まれていた組織改編は先送りとなり、石破茂防衛大臣下で設立された防衛省改革会議も廃止となった。なお、この民主党政権下で制定された中期防は2012年（平成24年）12月に発足した自由民主党第2次安倍内閣によって廃止され、2013年（平成25年）12月17日に新たな大綱および中期防が示された。本中期防においては陸上総隊司令部の新編、特科・戦車部隊の集約一元化および水陸機動団の新編等、創隊以来の大規模改編が行われた。

## 任務
陸上における国土の防衛を主任務とする。当初は冷戦体制のもと、主にソビエト連邦による大規模侵攻に備え、その際に国土内で「内陸持久」戦闘を行って当面もちこたえ、アメリカ軍の来援を待ち共同で反攻・撃退を行うことを想定していた。しかし1990年（平成2年）代以降、ソビエト連邦崩壊による北方脅威の減少によって日本本土で大規模地上戦が起こる可能性は減少したものの、中国の台頭による先島諸島等での島嶼防衛・北朝鮮のテロリズム対処やゲリラの遊撃、また、阪神・淡路大震災以降に特に活発になった災害派遣、海外派遣など、陸自の任務は一層増えており、北方重視であったこれまでの配備を見直して全国的な変革が現在も行われている。

### 国土防衛

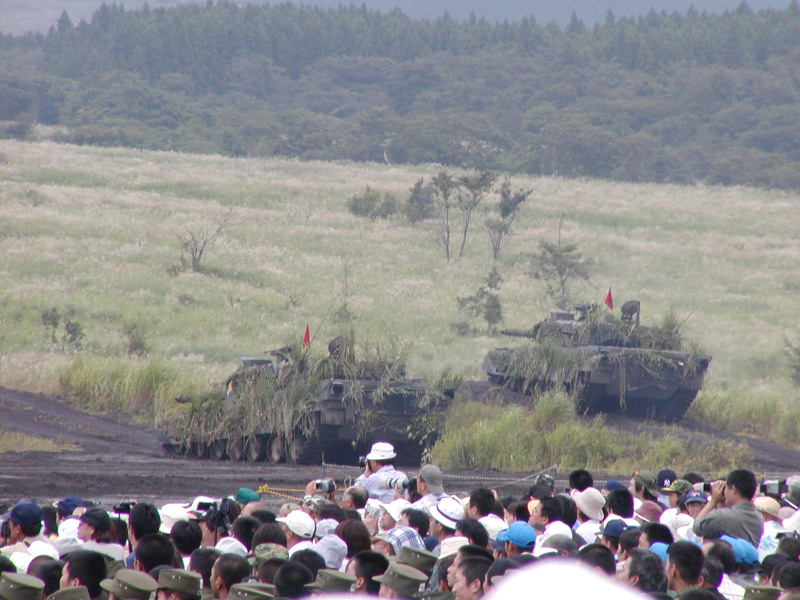
富士総合火力演習で射撃をする90式戦車

日本は四方を海に囲まれた島国であり、海上交通路（シーレーン）を封鎖されては国家の存立も危うくなる。また、日本の防衛基本方針は専守防衛であるために、外国からの侵攻を受けた場合は、まず海上自衛隊、航空自衛隊が主体となって洋上での戦闘を行う事が想定されている。そのため陸上自衛隊は、その後にある「最終防衛力」と位置づけられている。標語である『Final Goalkeeper of Defense』はこれを表している。
一般に先進国の国防において最も費用の掛かるのが人件費（給与、糧食等）であり、日本も例外ではなく、自衛隊全体の人件費だけで防衛予算の45%を占める。そして、隊員を圧倒的に多く抱えるのが陸自（15.5万人）であり、海自（4.2万人）、空自（4.6万人）を大きく引き離している。装備の維持費等を差し引くと、ますます装備の調達予算がないのが現状である。島国である日本にとっての現在の陸上自衛隊の存在は「潜在防衛力」であり、「確固たる陸上部隊が存在すること」による「上陸侵攻の抑止」を第一の任務としている。
防衛任務のため、正面装備として戦車・装甲車などの陸上装備、ヘリコプターなどの航空機を保有しており、これらの装備は毎年8月に実施・一般公開される富士総合火力演習や各地の駐屯地祭などで公開されている。
航空機は柔軟な運用が可能なヘリコプターが中心であるが、連絡偵察機として固定翼機も少数配備している。大型機を有していないため、長距離の移動や大量の物資輸送などは航空自衛隊の支援を必要とする。陸上自衛隊は海空のような航空学生制度を持たず、入隊後に適正者を選抜する陸曹航空操縦学生を実施している。
水上・水中装備として隠密性に優れたゴムボートや水中スクーターを配備しているが輸送艦や強襲揚陸艦はないため、長距離の海上輸送や大規模な上陸作戦では海上自衛隊の支援を必要とする。
最近では、南西諸島などの離島への侵攻に対する「上陸侵攻の抑止」任務が重要性を増しつつある。また、国内に潜伏する工作員によるゲリラ・コマンド攻撃、あるいはテロリズム等に対する抑止力として重視されつつある。日本が大規模テロや特殊部隊による攻撃などを受けた場合、防衛出動または治安・警護出動の命により陸上自衛隊が最優先で防護する「重要防護施設」が全国に135箇所指定されており、各方面隊に担当施設が割り振られている。
なお、「対人地雷の使用、貯蔵、生産及び移譲の禁止並びに廃棄に関する条約」により、2003年（平成15年）2月8日までに、訓練用など一部を除く全ての対人地雷の廃棄を完了した。また、2008年（平成20年）12月にはクラスター爆弾禁止条約に署名したことで、保有するクラスター爆弾を新型爆弾の調達中止も含め全廃する。

### 災害派遣・民生協力

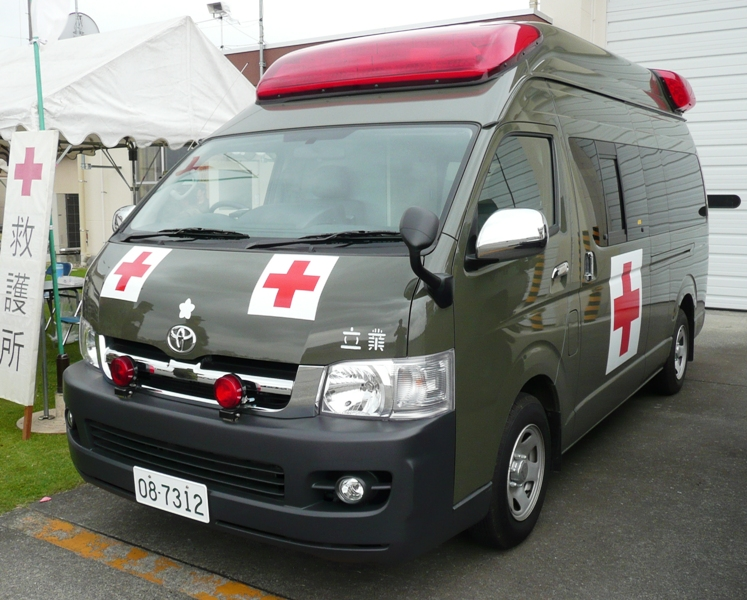
陸上自衛隊衛生科 救急車

陸上自衛隊は、主に大規模災害に際し、救援活動に派遣される。自衛隊法において主たる任務目的とはされていないが、世界有数の災害発生国である日本で半世紀にわたる災害派遣を経験し、多くの有事対処を行ってきた。瓦礫の中から被害者を捜索するなど人海戦術が必要な任務が多く、災害派遣においては大量動員が可能な普通科が主力となる。
地震、台風、水害、雪害、火山活動など多種多様な災害に出動している。2004年（平成16年）の新潟県中越地震では、孤立集落から多くの被災者をヘリコプターで救出したほか、新潟スタジアム前に野外炊具を設置し、毎食多数の被災者に食事を提供した。被災国から出動要請を受ける機会も増えており、スマトラ島沖地震やパキスタン地震の際にも緊急出動している。
災害出動以外にも副次的な業務として、各種マラソン大会やさっぽろ雪まつりなどの「民生協力」にも力を入れている。また、害獣駆除に猟友会などと共に協力することもある。

### 海外派遣
国連平和維持活動や紛争復興、上記のような災害援助のために日本国外に派遣される事がある。PKO協力法等によって自衛隊の海外派遣は一般的な任務となり、また、国際連合要請以外にも限時法による派遣が恒常化しつつある。陸上部隊として海外派遣の中心を担う事とされている。

## 装備
機種並びに種別記号は『ミリタリーバランス』各号に依るため、公称類別と異なることに留意。
表中の「○」は配備情報のみで数量記載なし、「ε」は概数、「+」は記載数以上の保有を意味する。

### 装甲戦闘車両
| 機種       | 機種   | 機種        | 1961 | 1970 | 1980 | 1990 | 2000 | 2005 | 2010 | 2015 | 2020 | 2021 | 2022 | 2023 | 2024 |
| 戦車       | MBT    | 計          | -    | 400+ | 740  | 1222 | 1070 | 980  | 880  | 688  | 617  | 580  | 579  | 555  | 449  |
| ---------- | ------ | ----------- | ---- | ---- | ---- | ---- | ---- | ---- | ---- | ---- | ---- | ---- | ---- | ---- | ---- |
| 戦車       | MBT    | M4          | -    | 400  | -    | -    | -    | -    | -    | -    | -    | -    | -    | -    | -    |
| 戦車       | MBT    | Type-61     | -    | ○    | 540  | 400  | 20   | -    | -    | -    | -    | -    | -    | -    | -    |
| 戦車       | MBT    | Type-74     | -    | -    | 200  | 822  | 860  | 700  | 560  | 308  | 200  | 140  | 145  | 130  | 85   |
| 戦車       | MBT    | Type-90     | -    | -    | -    | -    | 190  | 340  | 320  | 341  | 341  | 341  | 335  | 320  | 258  |
| 戦車       | MBT    | Type-10     | -    | -    | -    | -    | -    | -    | -    | 39   | 76   | 99   | 99   | 105  | 106  |
| 戦車       | LT     | M24         | -    | ○    | -    | -    | -    | -    | -    | -    | -    | -    | -    | -    | -    |
| 戦車       | LT     | M41         | -    | ○    | 70   | -    | -    | -    | -    | -    | -    | -    | -    | -    | -    |
| 戦車       | ASLT   | Type-60     | -    | ○    | -    | -    | -    | -    | -    | -    | -    | -    | -    | -    | -    |
| 戦車       | ASLT   | Type-16 MCV | -    | -    | -    | -    | -    | -    | -    | -    | 87   | 109  | 123  | 141  | 156  |
| 偵察車     | RECCE  | Type-87     | -    | -    | -    | 35   | 90   | 100  | 110  | 109  | 111  | 111  | 111  | 111  | 110  |
| 歩兵戦闘車 | IFV    | Type-89     | -    | -    | -    | -    | 60   | 70   | 70   | 68   | 68   | 68   | 68   | 68   | 68   |
| 装甲車     | APC(T) | Type-60     | -    | -    | 600  | 300  | 220  | 30   | -    | -    | -    | -    | -    | -    | -    |
| 装甲車     | APC(T) | Type-73     | -    | -    | 600  | 250  | 340  | 340  | 310  | 234  | 226  | 226  | 226  | 226  | 226  |
| 装甲車     | APC(W) | Type-82     | -    | -    | -    | 122  | 230  | 200  | 220  | 210  | 204  | 204  | 197  | 197  | 187  |
| 装甲車     | APC(W) | Type-96     | -    | -    | -    | -    | -    | 160  | 250  | 346  | 365  | 365  | 381  | 381  | 381  |
| 装甲車     | AAV    | AAV-7       | -    | -    | -    | -    | -    | -    | -    | -    | 4    | 52   | 52   | 52   | 52   |
| 多用途車   | AUV    | Bushmaster  | -    | -    | -    | -    | -    | -    | -    | -    | 8    | 8    | 8    | 8    | 8    |

### 工兵・支援車両
| 機種       | 機種 | 機種                            | 1961 | 1970 | 1980 | 1990 | 2000 | 2005 | 2010 | 2015 | 2020 | 2021 | 2022 | 2023 | 2024 |
| 装甲回収車 | ARV  | 計                              | -    | -    | -    | -    | -    | -    | -    | 69   | 70   | 70   | 63   | 63   | 55   |
| ---------- | ---- | ------------------------------- | ---- | ---- | ---- | ---- | ---- | ---- | ---- | ---- | ---- | ---- | ---- | ---- | ---- |
| 装甲回収車 | ARV  | Type-78                         | -    | -    | -    | -    | -    | -    | -    | 37   | 36   | 36   | 28   | 28   | 20   |
| 装甲回収車 | ARV  | Type-90                         | -    | -    | -    | -    | -    | -    | -    | 30   | 30   | 30   | 30   | 30   | 30   |
| 装甲回収車 | ARV  | Type-11                         | -    | -    | -    | -    | -    | -    | -    | 2    | 4    | 4    | 5    | 5    | 5    |
| 架橋車     | VLB  | Type-91                         | -    | -    | -    | -    | -    | -    | -    | 22   | 22   | 22   | 22   | 22   | 22   |
| NBC車      | NBC  | 計                              | -    | -    | -    | -    | -    | -    | -    | 55   | 57   | 49   | 55   | 55   | 55   |
| NBC車      | NBC  | Chemical Reconnaissance Vehicle | -    | -    | -    | -    | -    | -    | -    | 55   | 41   | 30   | 34   | 34   | 34   |
| NBC車      | NBC  | NBC Reconnaissance Vehicle      | -    | -    | -    | -    | -    | -    | -    | -    | 16   | 19   | 21   | 21   | 21   |

### 対戦車火器
| 機種         | 機種         | 機種        | 1961 | 1970 | 1980 | 1990 | 2000 | 2005 | 2010 | 2015 | 2020 | 2021 | 2022 | 2023 | 2024 |
| ミサイル車   | MSL・SP      |             |      |      |      |      |      |      |      |      |      |      |      |      |      |
| ------------ | ------------ | ----------- | ---- | ---- | ---- | ---- | ---- | ---- | ---- | ---- | ---- | ---- | ---- | ---- | ---- |
| ミサイル車   | MSL・SP      | Type-96     | -    | -    | -    | -    | -    | -    | -    | 34   | 37   | 37   | 37   | 37   | 37   |
| 携行ミサイル | MSL・MANPATS | Type-64     | -    | -    | ○    | 220  | 150  | 60   | -    | -    | -    | -    | -    | -    | -    |
| 携行ミサイル | MSL・MANPATS | Type-79     | -    | -    | -    | 100  | 240  | 220  | 190  | ○    | ○    | ○    | ○    | ○    | ○    |
| 携行ミサイル | MSL・MANPATS | Type-87     | -    | -    | -    | 44   | 280  | 410  | 440  | ○    | ○    | ○    | ○    | ○    | ○    |
| 携行ミサイル | MSL・MANPATS | Type-01     | -    | -    | -    | -    | -    | -    | -    | ○    | ○    | ○    | ○    | ○    | ○    |
| 無反動砲     | RCL          | Carl Gustaf | -    | -    | ○    | ○    | 2720 | 2720 | 2710 | ○    | ○    | ○    | ○    | ○    | ○    |
| 無反動砲     | RCL          | Type-60     | -    | ○    | ○    | ○    | 250  | 100  | 30   | -    | -    | -    | -    | -    | -    |
| 無反動砲     | RCL          | 89mm RL     | -    | -    | -    | ○    | 1480 | 910  | 230  | -    | -    | -    | -    | -    | -    |

### 砲兵
| 機種       | 機種  | 機種      | 1961 | 1970 | 1980 | 1990 | 2000 | 2005 | 2010 | 2015 | 2020 | 2021 | 2022 | 2023 | 2024 |
| 自走砲     | SP    | 計        | -    | -    | 500  | 290  | 290  | 250  | 210  | 160  | 172  | 179  | 166  | 167  | 143  |
| ---------- | ----- | --------- | ---- | ---- | ---- | ---- | ---- | ---- | ---- | ---- | ---- | ---- | ---- | ---- | ---- |
| 自走砲     | SP    | Type-74   | -    | ○    | ○    | 20   | -    | -    | -    | -    | -    | -    | -    | -    | -    |
| 自走砲     | SP    | Type-75   | -    | ○    | ○    | 200  | 200  | 140  | 80   | -    | -    | -    | -    | -    | -    |
| 自走砲     | SP    | Type-99   | -    | -    | -    | -    | -    | 20   | 50   | 93   | 105  | 136  | 135  | 136  | 136  |
| 自走砲     | SP    | Type-19   | -    | -    | -    | -    | -    | -    | -    | -    | -    | 7    | -    | -    | 7    |
| 自走砲     | SP    | M110A2    | -    | ○    | ○    | 70   | 90   | 90   | 80   | 67   | 67   | 36   | 31   | 31   | 9    |
| 牽引砲     | TOWED | FH-70     | -    | -    | 900  | 140  | 470  | 480  | 420  | 422  | 340  | 220  | 220  | 220  | 220  |
| 牽引砲     | TOWED | M-1/2     | -    | -    | 900  | 20   | -    | -    | -    | -    | -    | -    | -    | -    | -    |
| 牽引砲     | TOWED | M-101     | -    | -    | 900  | 290  | -    | -    | -    | -    | -    | -    | -    | -    | -    |
| 牽引砲     | TOWED | M-115     | -    | -    | 900  | 40   | -    | -    | -    | -    | -    | -    | -    | -    | -    |
| ロケット砲 | MRL   | M270      | -    | -    | -    | -    | 50   | 90   | 100  | 99   | 99   | 60   | 54   | 54   | 39   |
| ロケット砲 | MRL   | Type-75   | -    | -    | 10   | 70   | 60   | 20   | -    | -    | -    | -    | -    | -    | -    |
| 迫撃砲     | SP    | Type-96   | -    | -    | -    | -    | -    | -    | 20   | 24   | 24   | 24   | 24   | 24   | 24   |
| 迫撃砲     | TOWED | L16       | -    | -    | ○    | 820  | 720  | 670  | 670  | 646  | 652  | 660  | 656  | 656  | 656  |
| 迫撃砲     | TOWED | RT-61     | -    | -    | -    | -    | 310  | 380  | 410  | 426  | 429  | 440  | 453  | 463  | 493  |
| 迫撃砲     | TOWED | 107mm MOR | -    | -    | ○    | 560  | 270  | 90   | 50   | -    | -    | -    | -    | -    | -    |

### ミサイル発射機
| Type-30 | - | - | ○ | 50 | -  | -   | -   | -  | -  | -  | -  | -  | -  |
| Type-88 | - | - | - | ○  | 90 | 100 | 100 | 86 | 82 | 60 | 62 | 62 | 62 |
| Type-12 | - | - | - | -  | -  | -   | -   | -  | 22 | 30 | 30 | 30 | 32 |

### 固定翼機
| Beech 350 | - | - | -  | -  | 10 | 10 | 10 | 7 | 7 | 7 | 8 | 8 | 8 |
| MU-2      | - | - | 7  | 20 | ○  | 10 | 10 | 2 | - | - | - | - | - |
| TL-1      | - | - | 20 | 2  | -  | -  | -  | - | - | - | - | - |   |
| 連絡機    |   |   |    |    |    |    |    |   |   |   |   |   |   |
| L-19      | - | - | 30 | -  | -  | -  | -  | - | - | - | - | - |   |

### ティルトローター機
| MV-22B | - | - | - | - | - | - | - | - | - | 3 | 7+ | 7+ | 12 |

### 回転翼機
| 機種     | 機種 | 機種         | 1961 | 1970 | 1980 | 1990 | 2000 | 2005 | 2010 | 2015 | 2020 | 2021 | 2022 | 2023 | 2024 |
| 戦闘ヘリ | ATK  | 計           | -    | -    | 2    | 50   | 90   | 90   | 180  | 114  | 104  | 101  | 99   | 99   | 93   |
| -------- | ---- | ------------ | ---- | ---- | ---- | ---- | ---- | ---- | ---- | ---- | ---- | ---- | ---- | ---- | ---- |
| 戦闘ヘリ | ATK  | AH-1S        | -    | -    | 2    | 50   | 90   | 90   | 70   | 66   | 55   | 52   | 50   | 50   | 44   |
| 戦闘ヘリ | ATK  | AH-64D       | -    | -    | -    | -    | -    | -    | 10   | 10   | 12   | 12   | 12   | 12   | 12   |
| 戦闘ヘリ | ATK  | OH-1         | -    | -    | -    | -    | -    | -    | 20   | 38   | 37   | 37   | 37   | 37   | 37   |
| 偵察ヘリ | ISR  | H-13         | -    | -    | 13   | -    | -    | -    | -    | -    | -    | -    | -    | -    | -    |
| 偵察ヘリ | ISR  | OH-6D        | -    | -    | 22   | 171  | 160  | 120  | 100  | 71   | 26   | -    | -    | -    | -    |
| 汎用ヘリ | MRH  | Bell 412     | -    | -    | -    | -    | -    | -    | -    | -    | -    | -    | -    | -    | 7    |
| 輸送ヘリ | TPT  | 計           | -    | -    | 193  | 212  | 193+ | 233+ | 223  | 255  | 255  | 250  | 249  | 249  | 234  |
| 輸送ヘリ | TPT  | Bell 205     | -    | -    | 135  | 137  | 150  | 150  | 140  | 130  | 127  | 124  | 123  | 123  | 112  |
| 輸送ヘリ | TPT  | CH-47D       | -    | -    | -    | 15   | 40   | 50   | 50   | 27   | 20   | 18   | 18   | 18   | 9    |
| 輸送ヘリ | TPT  | CH-47JA      | -    | -    | -    | 15   | 40   | 50   | 50   | 29   | 35   | 35   | 35   | 35   | 41   |
| 輸送ヘリ | TPT  | EC-225LP     | -    | -    | -    | 3    | 3    | 3    | 3    | 2    | 3    | 3    | 3    | 3    | 3    |
| 輸送ヘリ | TPT  | Enstrom 480B | -    | -    | -    | -    | -    | -    | -    | 30   | 30   | 30   | 30   | 30   | 30   |
| 輸送ヘリ | TPT  | KV-107       | -    | -    | 58   | 37   | -    | -    | -    | -    | -    | -    | -    | -    | -    |
| 輸送ヘリ | TPT  | TH-55        | -    | -    | -    | 20   | -    | -    | -    | -    | -    | -    | -    | -    | -    |
| 輸送ヘリ | TPT  | UH-60L       | -    | -    | -    | -    | ○    | 30   | 30   | 36   | 40   | 40   | 40   | 40   | 39   |

### 対空火器
| 機種     | 機種 | 機種        | 1961 | 1970 | 1980 | 1990 | 2000 | 2005 | 2010 | 2015 | 2020 | 2021 | 2022 | 2023 | 2024 |
| ミサイル | SAM  | 計          | -    | -    | -    | 428  | 740  | 640  | 740  | 329+ | 327+ | 327+ | 311+ | 311+ | 300+ |
| -------- | ---- | ----------- | ---- | ---- | ---- | ---- | ---- | ---- | ---- | ---- | ---- | ---- | ---- | ---- | ---- |
| ミサイル | SAM  | FIM-92A     | -    | -    | -    | 180  | 320  | 80   | 50   | -    | -    | -    | -    | -    | -    |
| ミサイル | SAM  | MIM-23B     | -    | ○    | ○    | 200  | 200  | 200  | 180  | 126  | 120  | 120  | 78   | 78   | 66   |
| ミサイル | SAM  | Type-03     | -    | -    | -    | -    | -    | -    | 10   | 40   | 43   | 43   | 48   | 48   | 41   |
| ミサイル | SAM  | Type-03 Kai | -    | -    | -    | -    | -    | -    | -    | -    | -    | -    | 4    | 4    | 12   |
| ミサイル | SAM  | Type-11     | -    | -    | -    | -    | -    | -    | -    | -    | 5    | 5    | ε44  | ε44  | ε44  |
| ミサイル | SAM  | Type-81     | -    | -    | -    | 48   | 60   | 60   | 60   | 50   | 46   | 46   | 46   | 46   | 46   |
| ミサイル | SAM  | Type-91     | -    | -    | -    | -    | 110  | 210  | 330  | ○    | ○    | ○    | ○    | ○    | ○    |
| ミサイル | SAM  | Type-93     | -    | -    | -    | -    | 50   | 90   | 110  | 113  | 113  | 113  | 91   | 91   | 91   |
| 対空砲   | SP   | Type-87     | -    | -    | -    | -    | 50   | 50   | 50   | 52   | 52   | 52   | 52   | 52   | 52   |
| 対空砲   | SP   | 35mm GUN    | -    | -    | ○    | 70   | 30   | 10   | 10   | -    | -    | -    | -    | -    | -    |
| 対空砲   | SP   | 37mm GUN    | -    | -    | ○    | ○    | -    | -    | -    | -    | -    | -    | -    | -    | -    |
| 対空砲   | SP   | 40mm GUN    | -    | -    | ○    | ○    | -    | -    | -    | -    | -    | -    | -    | -    | -    |
| 対空砲   | SP   | 75mm GUN    | -    | -    | ○    | -    | -    | -    | -    | -    | -    | -    | -    | -    | -    |
| 対空砲   | SP   | 90mm GUN    | -    | -    | ○    | -    | -    | -    | -    | -    | -    | -    | -    | -    | -    |

## 部隊の編制と機関
陸上自衛隊は大別して、陸上幕僚監部と大小様々な部隊および機関からなる。陸上幕僚監部は防衛大臣の幕僚機関として、防衛警備計画の立案や部隊等の管理運営を調整し、大臣を補佐する。陸上総隊司令官は防衛大臣の命を受け、有事においてはJTF陸上部隊指揮官として2以上の方面隊を統合運用する。
- 防衛大臣（防衛省）
- 統合幕僚長（統合幕僚監部）
- 陸上幕僚長（陸上幕僚監部）
- 陸上総隊司令官（陸上総隊司令部）

### 主要部隊
部隊とは、十分な武器を装備し、戦闘に従事するかまたはそれを支援する能力を有する組織をさし、戦略単位として方面隊、作戦単位として師団・旅団、戦術単位として連隊・群・隊・大隊といった部隊編制を有する。これらの部隊は、それぞれに警備担任区域を有しており、平時の防衛警備を担任する。陸上自衛隊の有する戦略単位・作戦単位は下記のとおりである。
- 北部方面隊（北海道地方）
  - 北部方面総監部（北海道札幌市中央区：札幌駐屯地）
  - 第2師団（北海道旭川市：旭川駐屯地）
  - 第5旅団（北海道帯広市：帯広駐屯地）
  - 第7師団（北海道千歳市：東千歳駐屯地）
  - 第11旅団（北海道札幌市中央区：真駒内駐屯地）
  - 第1特科団（北海道千歳市：北千歳駐屯地）
  - 第1高射特科団（北海道千歳市：東千歳駐屯地）
  - 第3施設団（北海道恵庭市：南恵庭駐屯地）
  - 北部方面混成団（北海道千歳市：東千歳駐屯地）
  - 陸上自衛隊北海道補給処（北海道恵庭市：島松駐屯地）
  - その他の直轄部隊等
- 東北方面隊（東北地方）
  - 東北方面総監部（宮城県仙台市宮城野区：仙台駐屯地）
  - 第6師団（山形県東根市：神町駐屯地）
  - 第9師団（青森県青森市：青森駐屯地）
  - 第2施設団（宮城県柴田郡柴田町：船岡駐屯地）
  - 東北方面混成団（宮城県仙台市宮城野区：仙台駐屯地）
  - 陸上自衛隊東北補給処（宮城県仙台市宮城野区：仙台駐屯地）
  - その他の直轄部隊等
- 東部方面隊（関東地方・甲信越地方・静岡県）
  - 東部方面総監部（東京都練馬区：朝霞駐屯地）
  - 第1師団（東京都練馬区：練馬駐屯地）
  -  第12旅団（群馬県北群馬郡榛東村：相馬原駐屯地）
  - 第1施設団（茨城県古河市：古河駐屯地）
  - 東部方面混成団（神奈川県横須賀市：武山駐屯地）
  - 陸上自衛隊関東補給処（茨城県土浦市：霞ヶ浦駐屯地）
  - その他の直轄部隊等
- 中部方面隊（近畿地方・静岡県を除く東海地方・北陸地方・中国・四国地方）
  - 中部方面総監部（兵庫県伊丹市：伊丹駐屯地）
  - 第3師団（兵庫県伊丹市：千僧駐屯地）
  - 第10師団（愛知県名古屋市守山区：守山駐屯地）
  - 第13旅団（広島県安芸郡海田町：海田市駐屯地）
  - 第14旅団（香川県善通寺市：善通寺駐屯地）
  - 第4施設団（京都府宇治市：大久保駐屯地）
  - 中部方面混成団（滋賀県大津市：大津駐屯地）
  - 陸上自衛隊関西補給処（京都府宇治市：宇治駐屯地）
  - その他の直轄部隊等
- 西部方面隊（九州・沖縄地方）
  - 西部方面総監部（熊本県熊本市東区：健軍駐屯地）
  - 第4師団（福岡県春日市：福岡駐屯地）
  - 第8師団（熊本市北区：北熊本駐屯地）
  - 第15旅団 （沖縄県那覇市：那覇駐屯地）
  - 第2特科団（大分県由布市：湯布院駐屯地）
  - 第2高射特科団（福岡県飯塚市：飯塚駐屯地）
  - 第5施設団（福岡県小郡市：小郡駐屯地）
  - 西部方面混成団（福岡県久留米市：久留米駐屯地）
  - 陸上自衛隊九州補給処（佐賀県神埼郡吉野ヶ里町：目達原駐屯地）
  - その他の直轄部隊等
- 陸上総隊直轄部隊
  - 第1空挺団（千葉県船橋市：習志野駐屯地）
  - 水陸機動団（長崎県佐世保市：相浦駐屯地）
  - 第1ヘリコプター団（千葉県木更津市：木更津駐屯地）
  - システム通信団（東京都新宿区：市ヶ谷駐屯地）
  - 中央情報隊（東京都練馬区：朝霞駐屯地）
  -  中央即応連隊（栃木県宇都宮市：宇都宮駐屯地）
  - 特殊作戦群（千葉県船橋市：習志野駐屯地）
  - 電子作戦隊（東京都練馬区：朝霞駐屯地）
  - 中央特殊武器防護隊（埼玉県さいたま市北区：大宮駐屯地）
  - 対特殊武器衛生隊（東京都世田谷区：三宿駐屯地）
  - 国際活動教育隊（静岡県御殿場市：駒門駐屯地）
  - その他の直轄部隊等
- 防衛大臣直轄部隊
  - 警務隊（東京都新宿区：市ヶ谷駐屯地）
  - 陸上自衛隊中央会計隊（東京都新宿区：市ヶ谷駐屯地）
  - 陸上自衛隊中央輸送隊（神奈川県横浜市保土ケ谷区：横浜駐屯地）
  - 陸上自衛隊中央業務支援隊（東京都新宿区：市ヶ谷駐屯地）
  - 中央管制気象隊（東京都新宿区：市ヶ谷駐屯地）
  - 陸上自衛隊会計監査隊（東京都新宿区：市ヶ谷駐屯地）
  - 中央音楽隊（東京都練馬区：朝霞駐屯地）

### 部隊の単位
陸上自衛隊における部隊の単位は、自衛隊法施行令（昭和29年政令第179号）および陸上自衛隊の部隊の組織及び編成に関する訓令（平成12年陸上自衛隊訓令第25号）等によって、次のように規定されている。
- 方面隊：方面総監は陸将（指定職5号）方面総監部、2 - 4個の師団または旅団、およびその他の直轄部隊からなる。
- 師団：師団長は陸将（指定職2号または1号）師団司令部、普通科連隊3コ、戦車連隊、特科連隊、後方支援連隊などからなる。実質的な規模は旅団程度[20]
- 旅団：旅団長は陸将補（一）構成は師団に準じており、旅団司令部、普通科連隊（軽）3コ、特科隊、後方支援隊などからなる[注釈 6]。実質的な規模は連隊ないし連隊戦闘団程度[20]。
- 団：団長は陸将補（二）または1等陸佐（一）団本部および数個の連隊、群、大隊または隊等からなる。特科団、高射特科団、施設団、水陸機動団、空挺団、システム通信団、富士教導団、方面混成団および開発実験団がある。
- 連隊：連隊長は1等陸佐（二若しくは三）連隊本部および数個の大隊または中隊からなる。
- 群：群長は1等陸佐（二若しくは三）群本部および数個の大隊または中隊からなる。
- 大隊：大隊長は2等陸佐（駐屯地司令を兼務する場合に限り1佐（三）が充てられる）大隊本部および数個の中隊からなる。
- 中隊：中隊長は3等陸佐または1等陸尉。中隊本部および数個の小隊からなる。
- 小隊：小隊長は1等陸尉から3等陸尉。小隊本部および数個の分隊または班からなる。
- 班：班長は2等陸曹または3等陸曹。数個の組からなる。10名程度で構成される。
- 分隊：分隊長は2等陸曹または3等陸曹。数個の組または4 - 8名程度の分隊員からなる。
- 組：組長は3等陸曹、陸士長または1等陸士。2 - 4名程度の組員からなる。
- 隊：規模は様々であり、連隊よりも大規模だが団とするには小規模なもの（方面後方支援隊隊）や中隊相当のものなど、多岐にわたっている。基本的には、師団・旅団内に置かれている隊（偵察隊、情報隊、施設隊、通信隊、飛行隊、後方支援隊、化学防護隊および音楽隊。ただし、司令部付隊および後方支援連隊または後方支援隊隷下の隊は冠称番号がない）は師団、または旅団の番号を冠称している。他方、独立部隊の場合、部隊番号が1・2桁のものは連隊相当、100番台のものは大隊相当、300番台のものは中隊相当とされる。また、「○○方面○○隊」のような命名もある。「自衛官服務規則及び陸上自衛官服務細則」においては、指揮者のいる2名以上の集団を隊と定義している。
- （コア部隊）：基幹要員は常備自衛官で構成され、主力は訓練や災害派遣または防衛出動等で招集される即応予備自衛官からなる。

### 機関
機関とは学校や病院等の部隊を維持運営するための業務を担う組織である。陸上自衛隊では、職種別の学校や地域別の補給処等が置かれている。
- 陸上自衛隊教育訓練研究本部 - （東京都目黒区：目黒駐屯地）
- 陸上自衛隊幹部候補生学校 - （福岡県久留米市：前川原駐屯地）
- 陸上自衛隊富士学校 - （静岡県駿東郡小山町：富士駐屯地）
- 陸上自衛隊高射学校 - （千葉県千葉市若葉区：下志津駐屯地）
- 陸上自衛隊情報学校 - （静岡県駿東郡小山町：富士駐屯地）
- 陸上自衛隊航空学校 - （三重県伊勢市：明野駐屯地）
  - 霞ヶ浦校 - （茨城県土浦市：霞ヶ浦駐屯地）
  - 宇都宮校 - （栃木県宇都宮市：北宇都宮駐屯地）
- 陸上自衛隊施設学校 - （茨城県ひたちなか市：勝田駐屯地）
- 陸上自衛隊システム通信・サイバー学校 - （神奈川県横須賀市：久里浜駐屯地）
- 陸上自衛隊武器学校 - （茨城県稲敷郡阿見町：土浦駐屯地）
- 陸上自衛隊需品学校 - （千葉県松戸市：松戸駐屯地）
- 陸上自衛隊輸送学校 - （東京都練馬区：朝霞駐屯地）
- 陸上自衛隊小平学校 - （東京都小平市：小平駐屯地）
- 陸上自衛隊衛生学校 - （東京都世田谷区：三宿駐屯地）
- 陸上自衛隊化学学校 - （埼玉県さいたま市北区：大宮駐屯地）
- 陸上自衛隊高等工科学校 - （神奈川県横須賀市：武山駐屯地）
- 陸上自衛隊補給統制本部 - （東京都北区：十条駐屯地）

正しくは学校および補給統制本部が防衛大臣直轄機関、補給処は方面隊直轄の機関である（補給処が補給統制本部の統制に従うのは業務上の統制である。自衛隊法第26条第5項に明記）。
以下は三自衛隊共同の機関である。
- 自衛隊体育学校 - （東京都練馬区：朝霞駐屯地）
- 自衛隊中央病院
- 自衛隊地区病院 - 陸上幕僚長を通じて防衛大臣の指揮監督を受ける病院
  - 自衛隊札幌病院
  - 自衛隊仙台病院
  - 自衛隊富士病院
  - 自衛隊阪神病院
  - 自衛隊福岡病院
  - 自衛隊熊本病院
  - 自衛隊那覇病院
- 自衛隊地方協力本部 - 方面総監の指揮監督を受ける。

その他、陸海空自衛隊それぞれの機関として捕虜収容所を臨時に設置できることを定めている（自衛隊法第24条第3項）

## 職種
- 自衛隊東京地方協力本部募集課によると2013年（平成25年）9月現在で、女性自衛官は、陸上自衛隊は、16職種全ての職種において勤務できる。2024年（令和6年）4月時点で性別制限のある職種は陸上自衛隊では特殊武器防護隊で放射線を扱う人員のみである。

## 画像

### 陸上自衛官

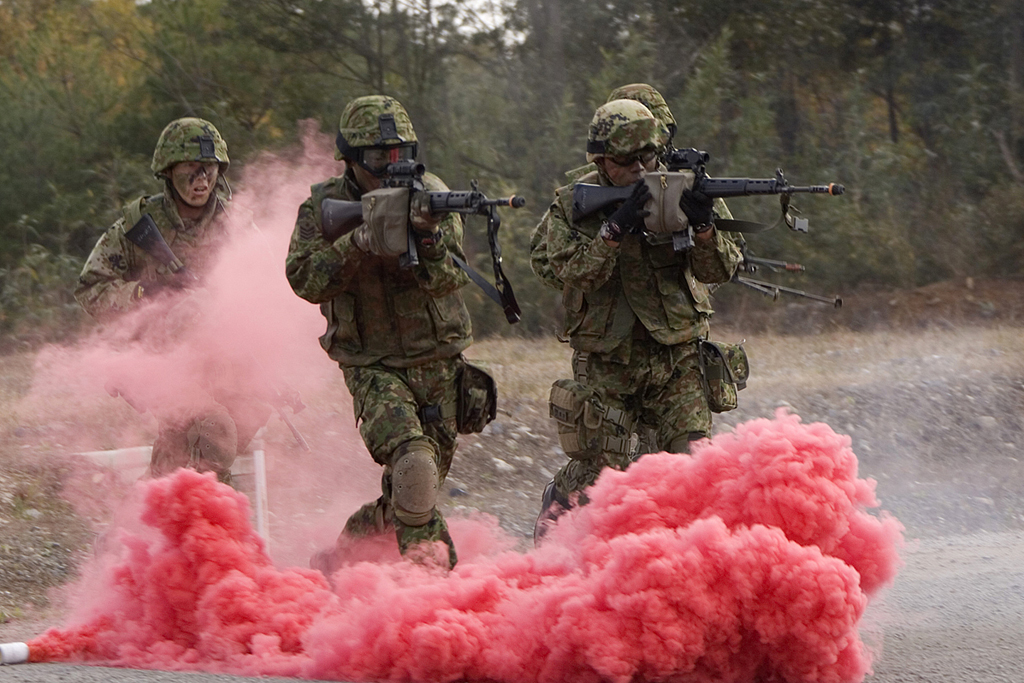
第15普通科連隊
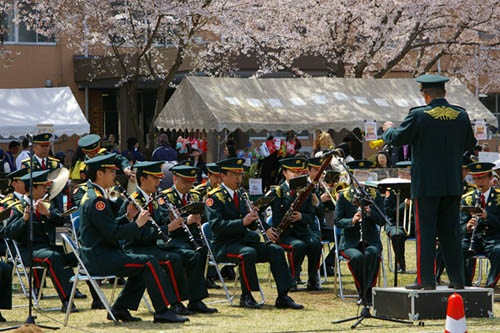
東部方面音楽隊
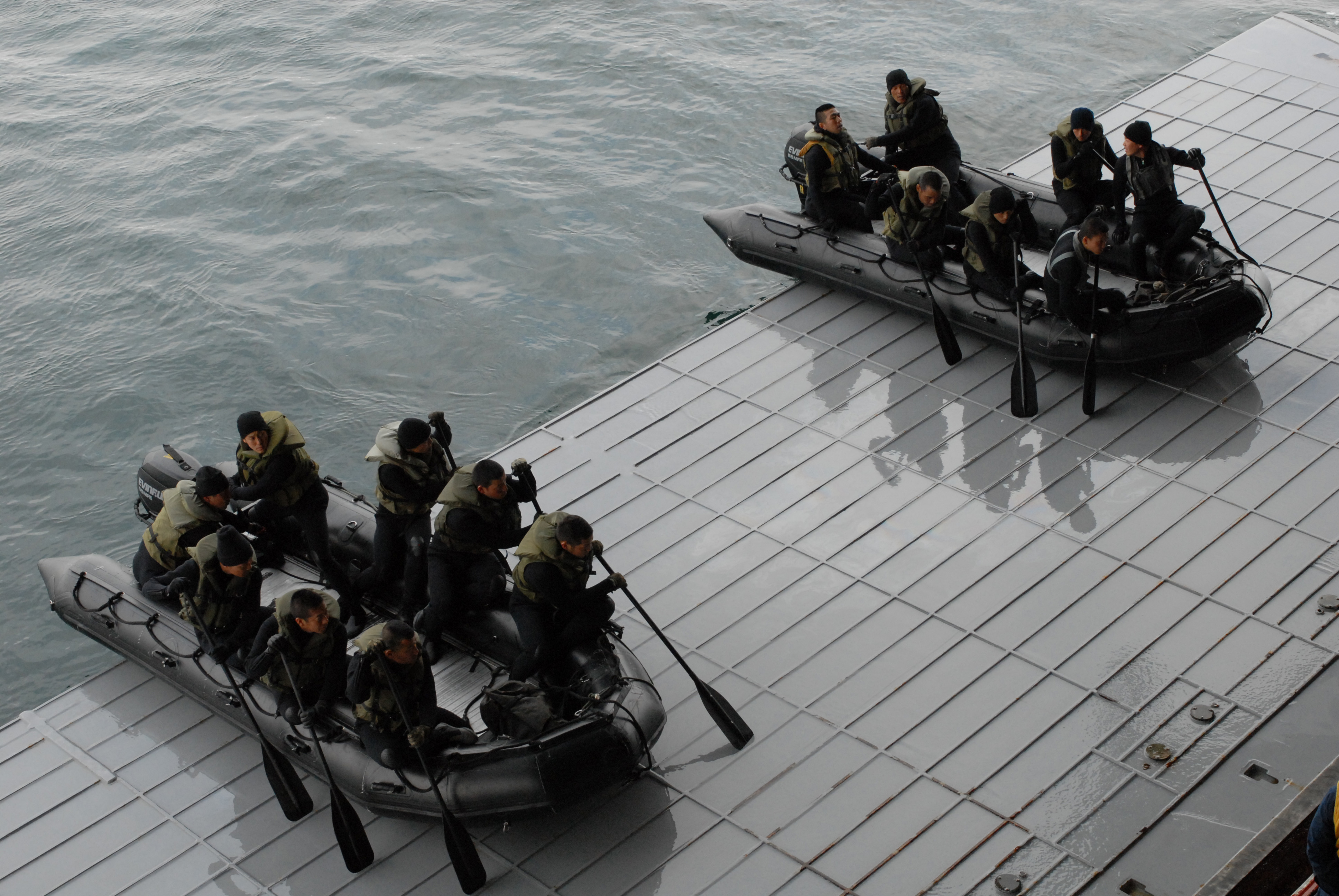
マキン・アイランド強襲揚陸艦の甲板で訓練を行う西部方面普通科連隊
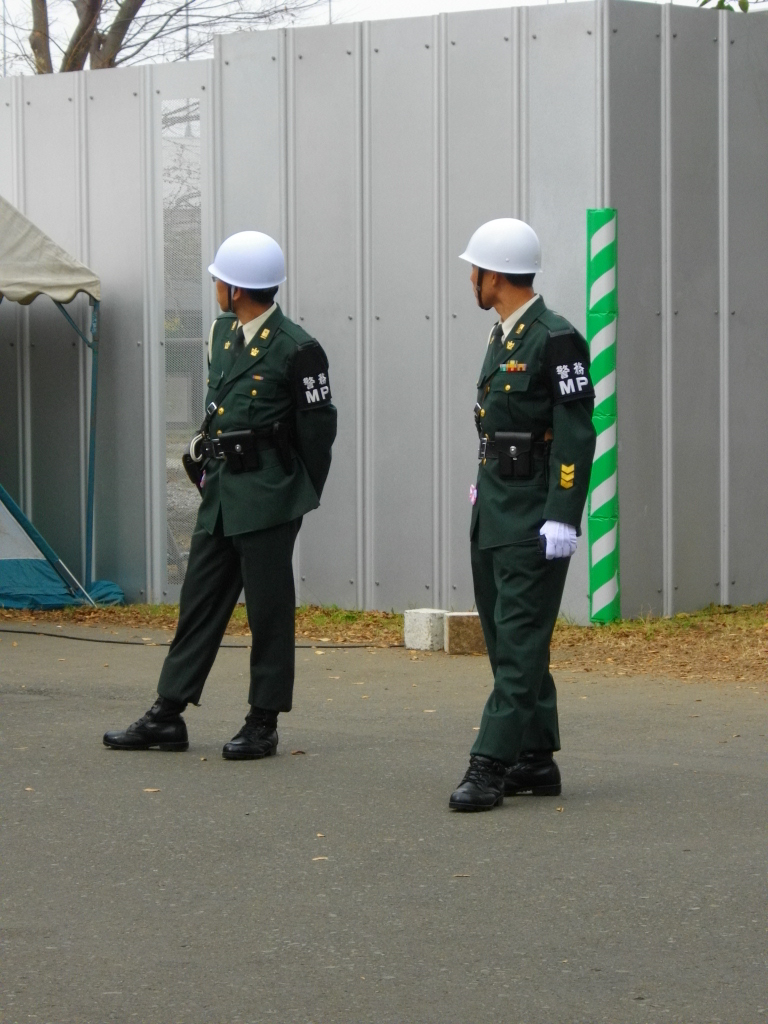
警務官
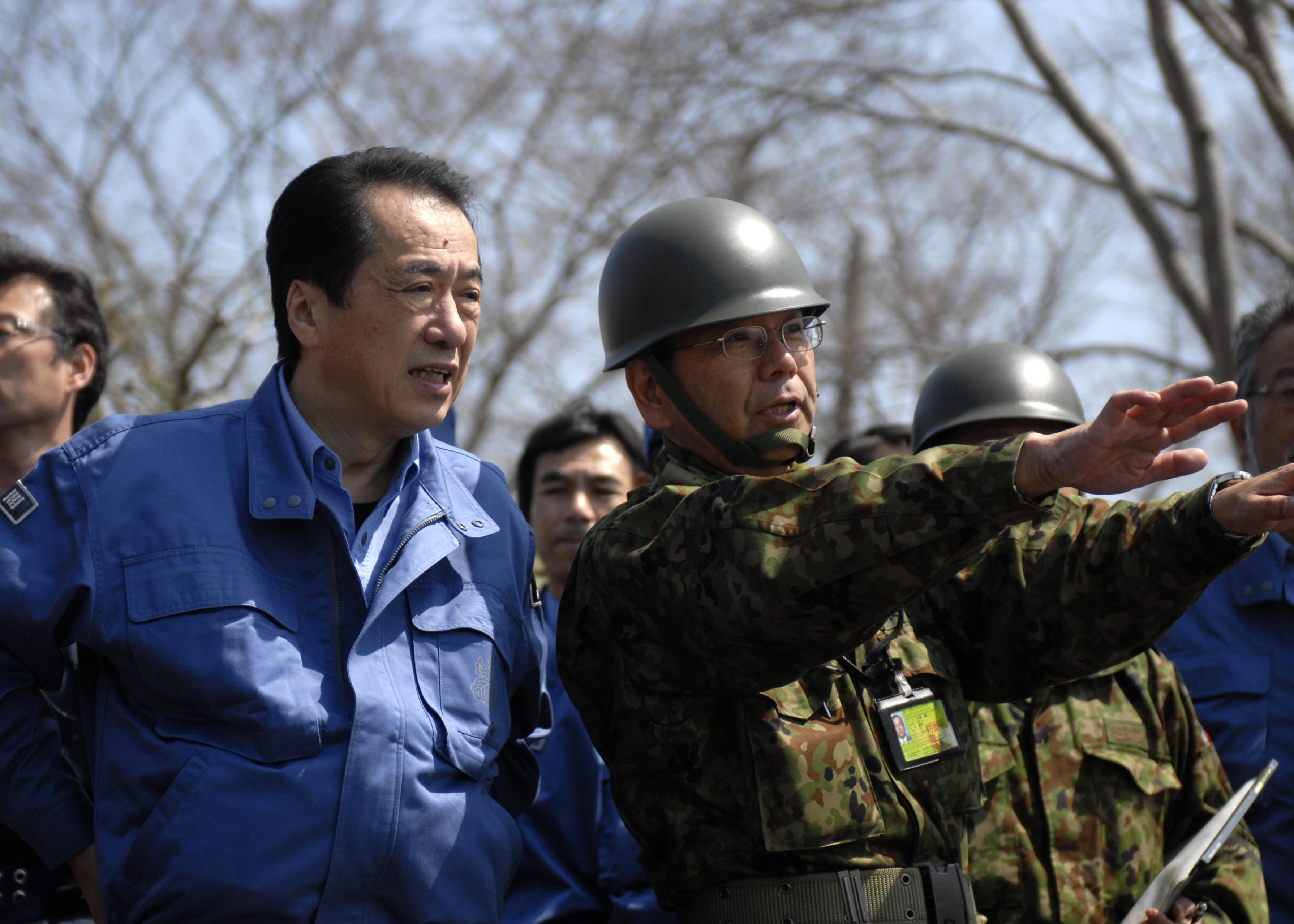
東日本大震災での、第六師団と菅直人内閣総理大臣
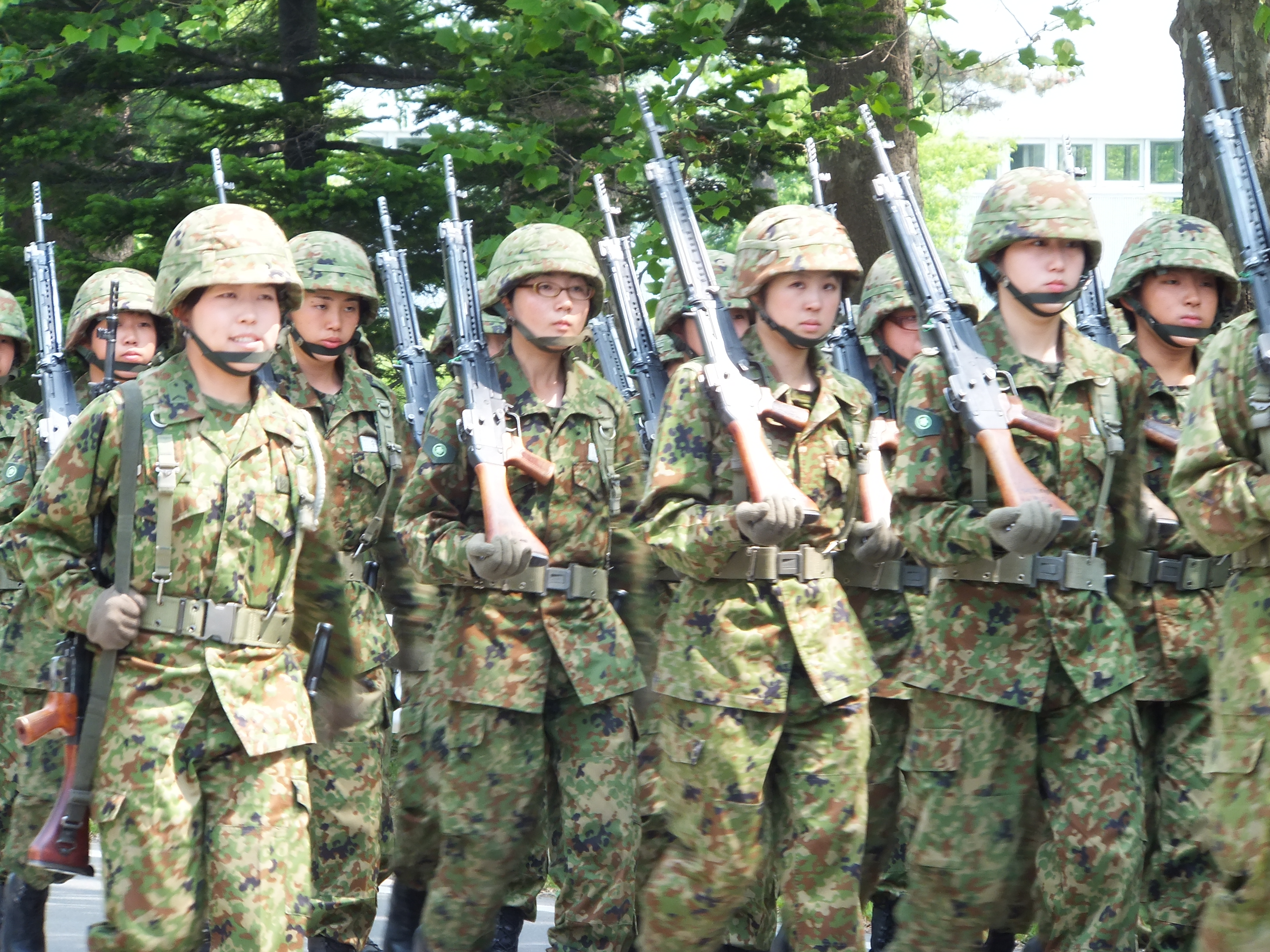
女性自衛官候補生
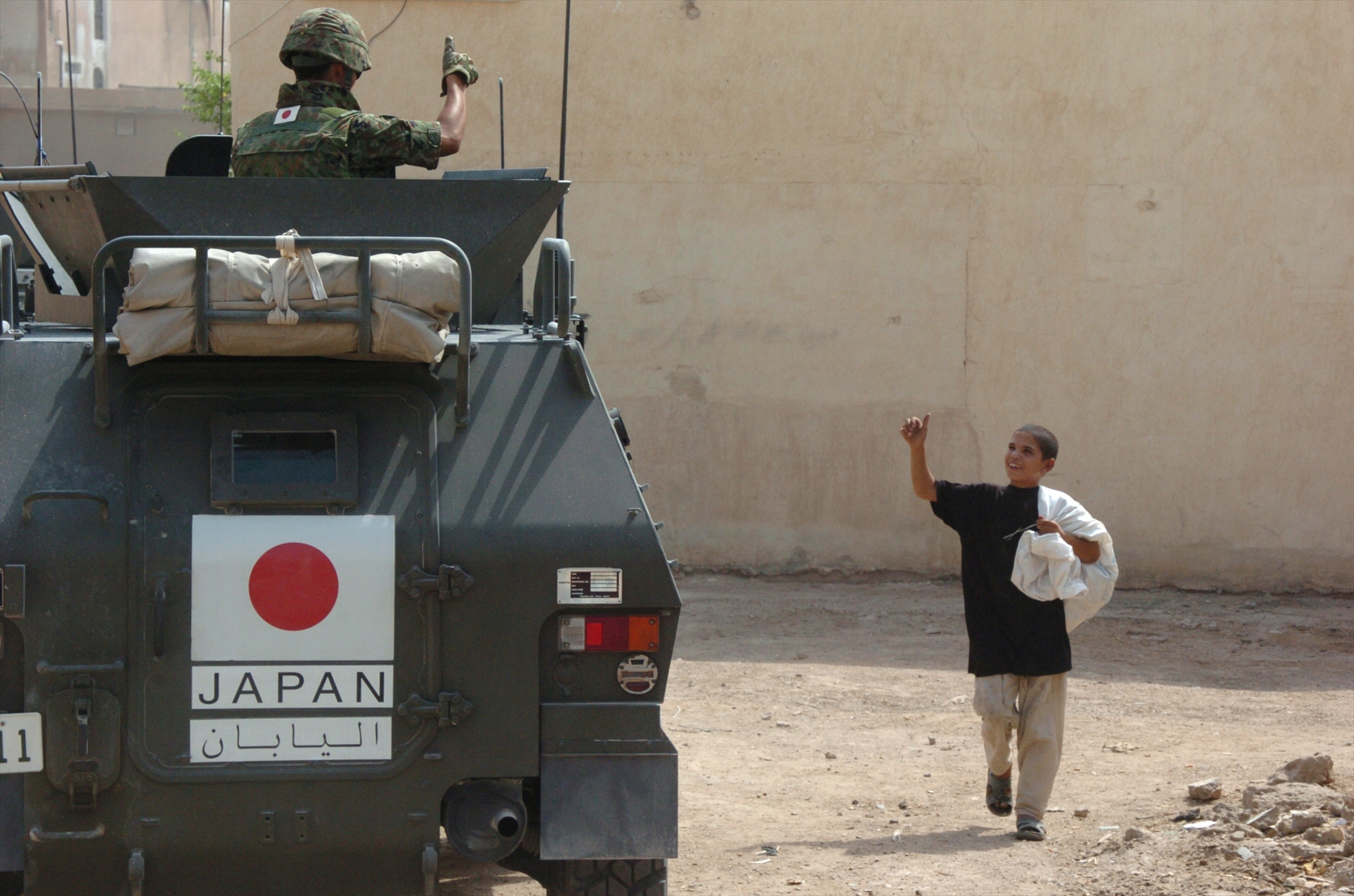
挨拶を交わすイラク少年と戦争後の復興支援する軽装甲機動車の隊員
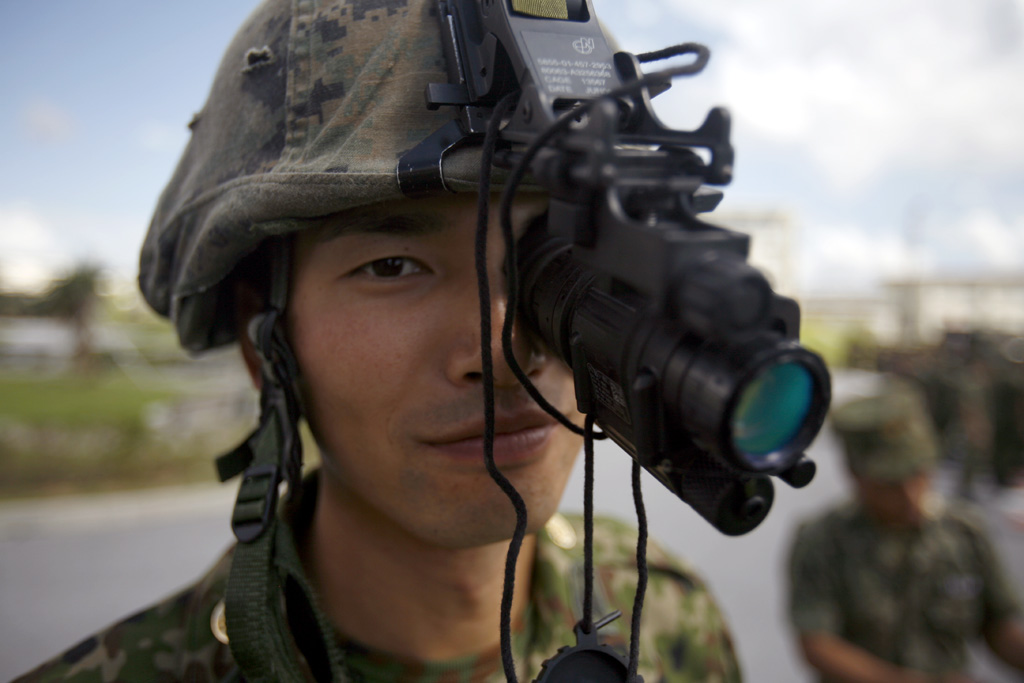
暗視装置を装着する陸上自衛官
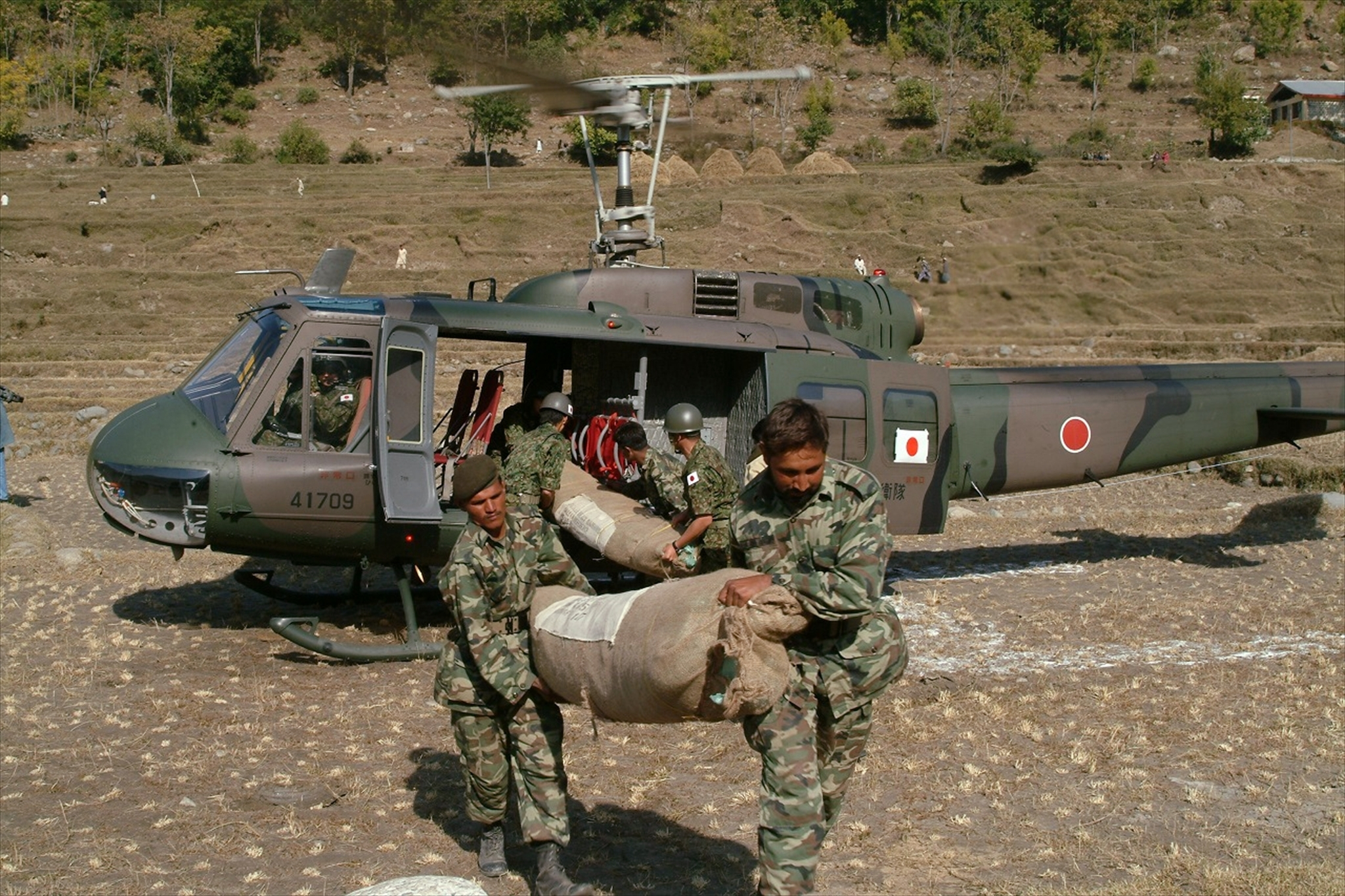
パキスタン・イスラム共和国で国際緊急援助活動を行う隊員
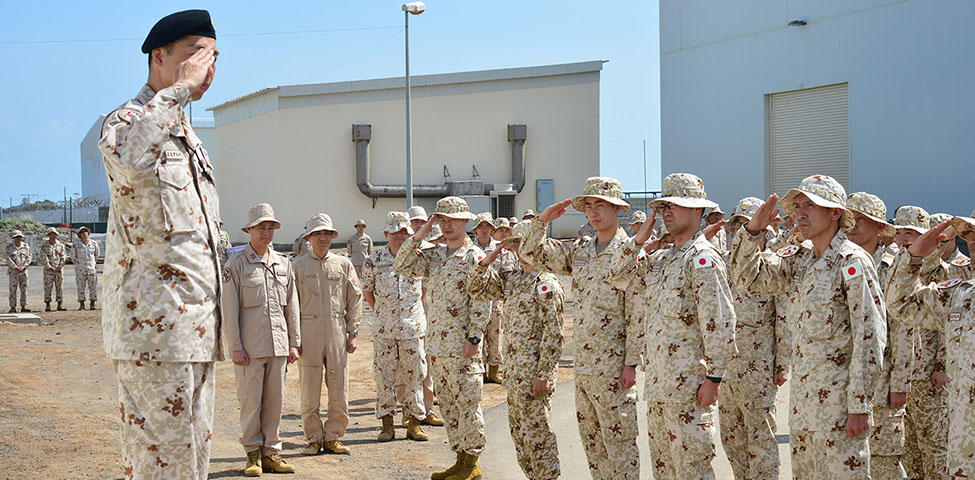
ジブチ共和国における自衛隊拠点での派遣海賊対処行動支援隊の陸上自衛官
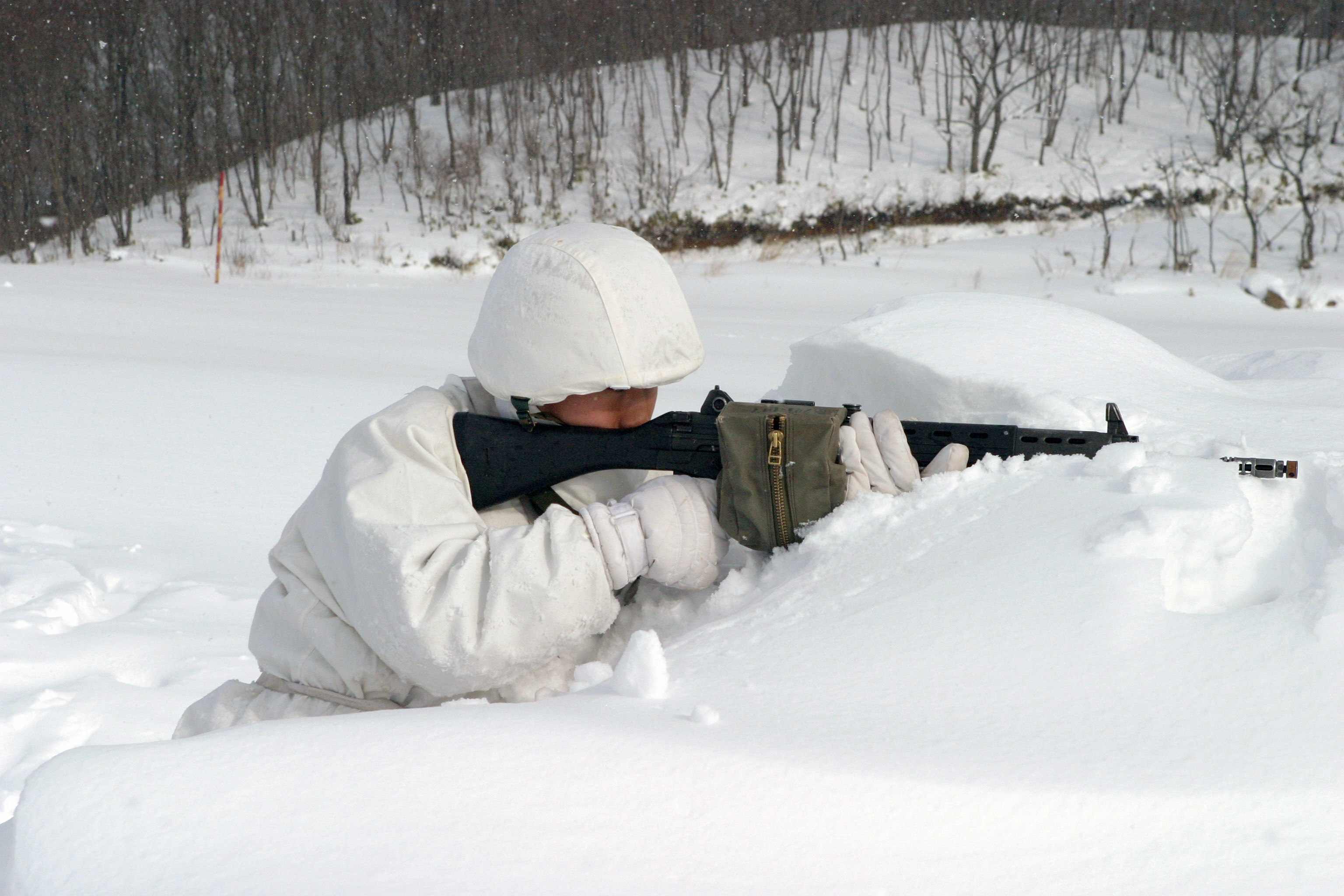
冬季訓練を行う第20普通科連隊の隊員
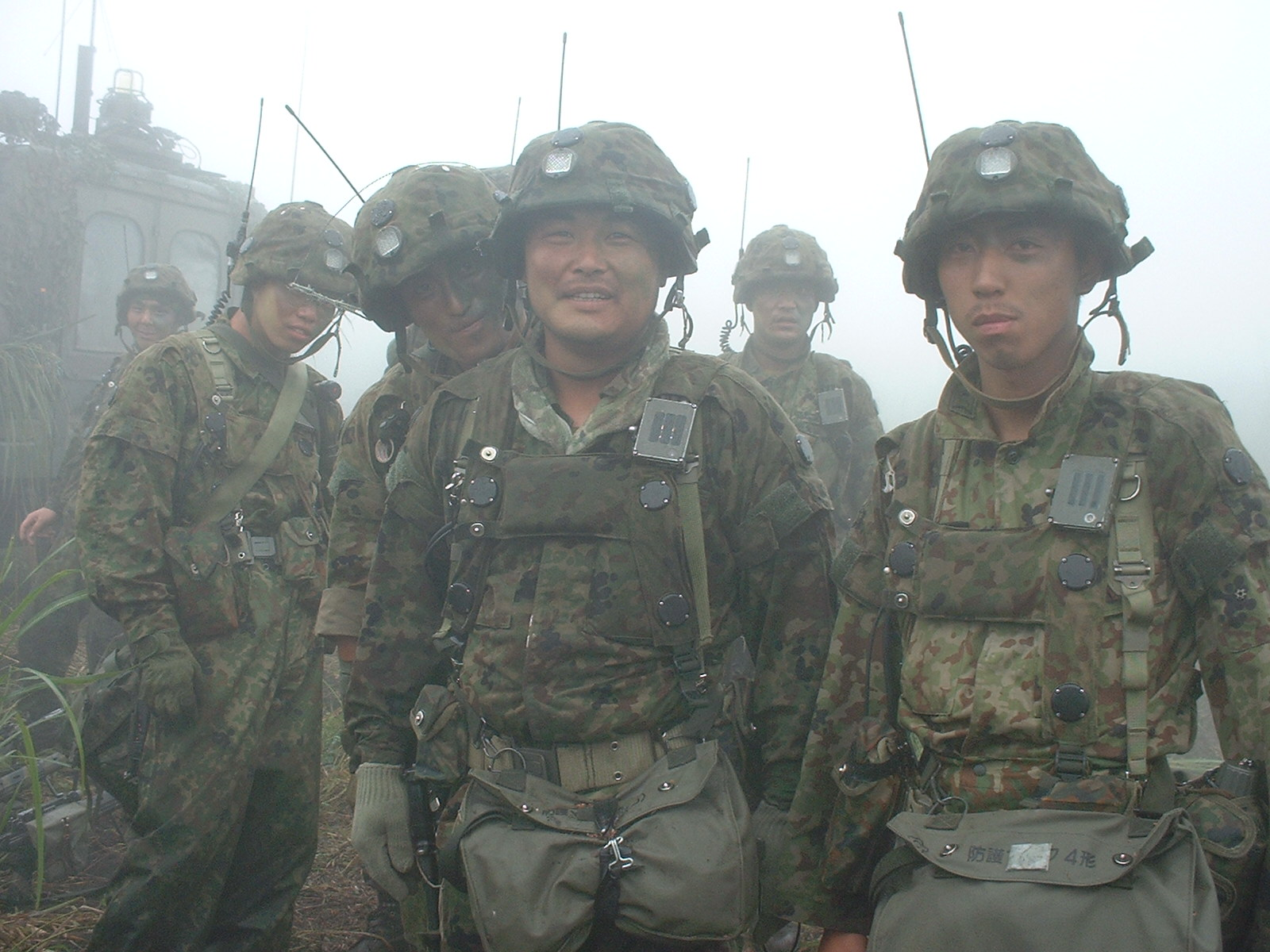
部隊訓練評価隊の隊員

### 装備

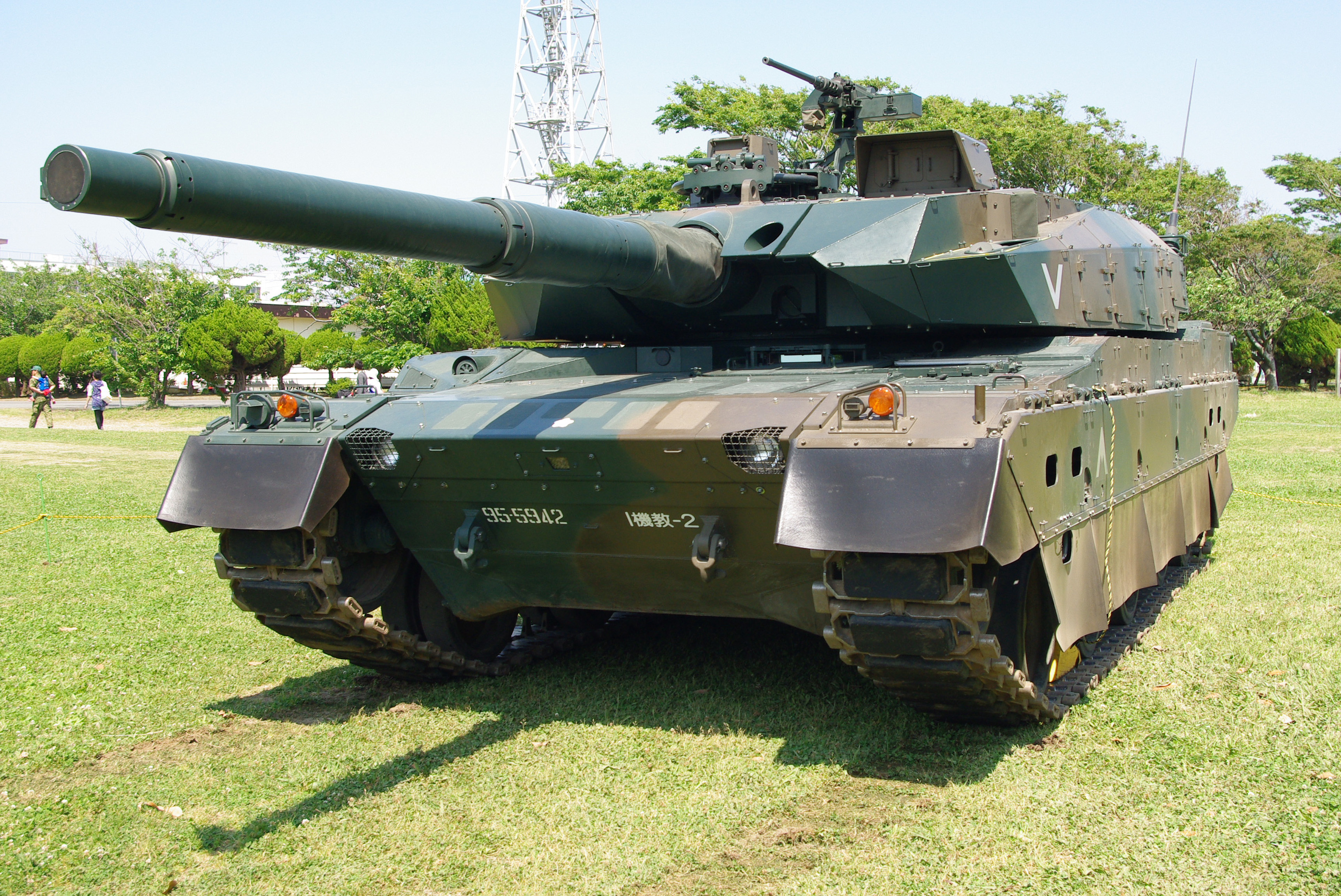
10式戦車
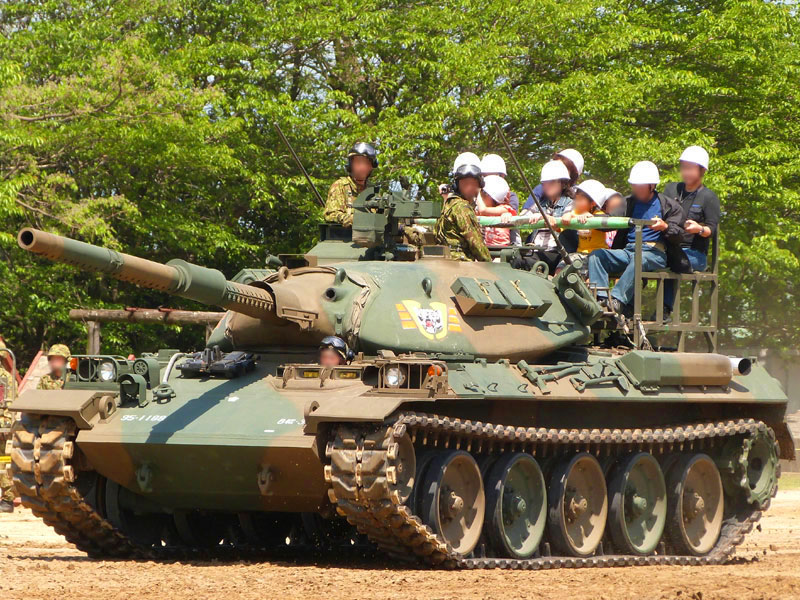
74式戦車
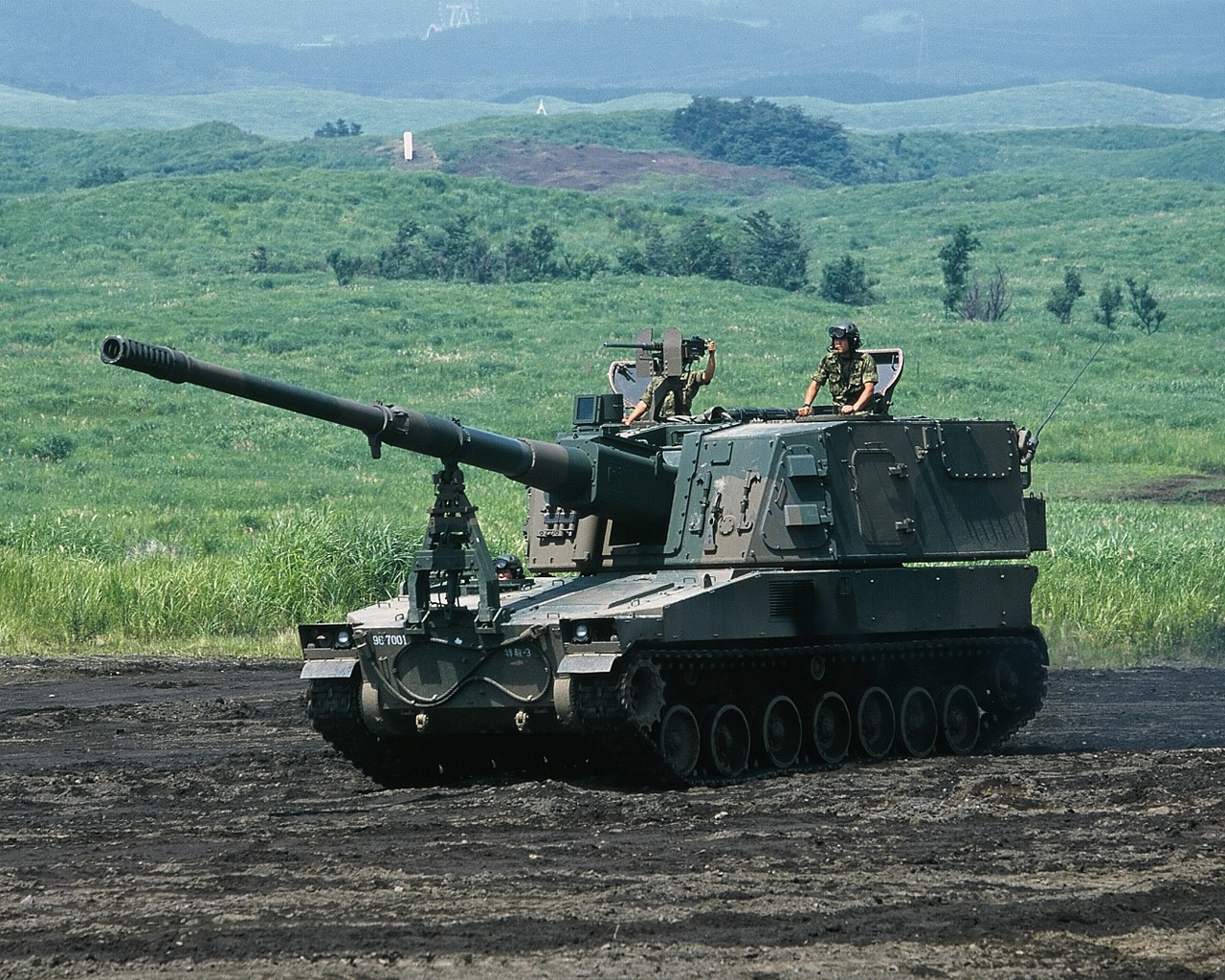
99式自走155mmりゅう弾砲
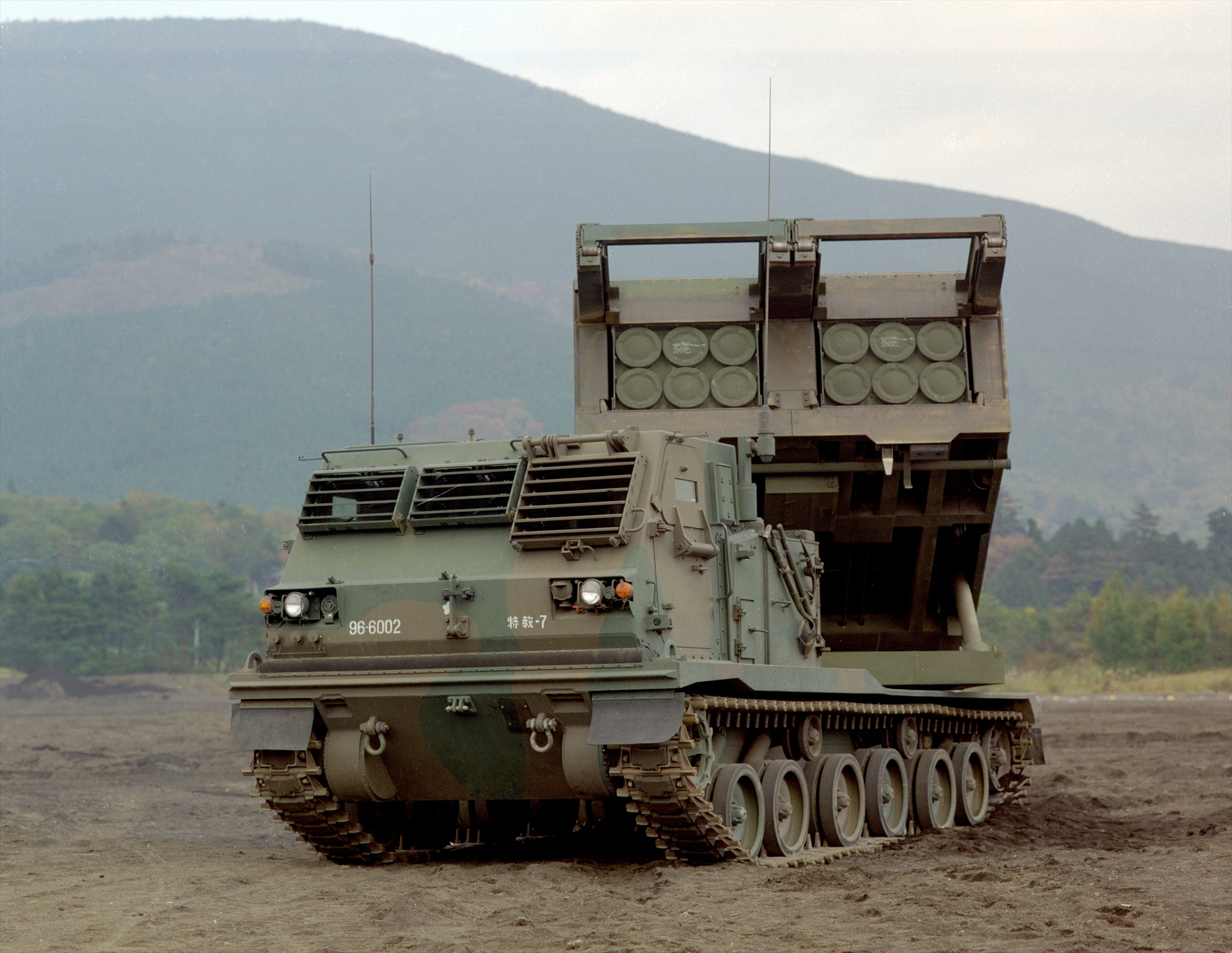
多連装ロケットシステム 自走発射機 M270 MLRS
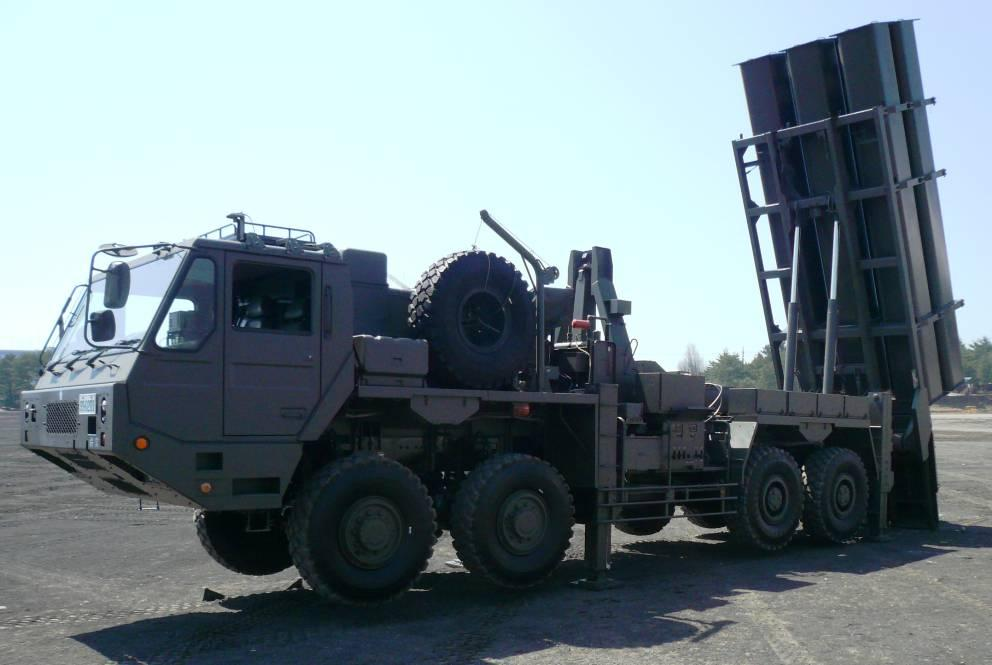
12式地対艦誘導弾
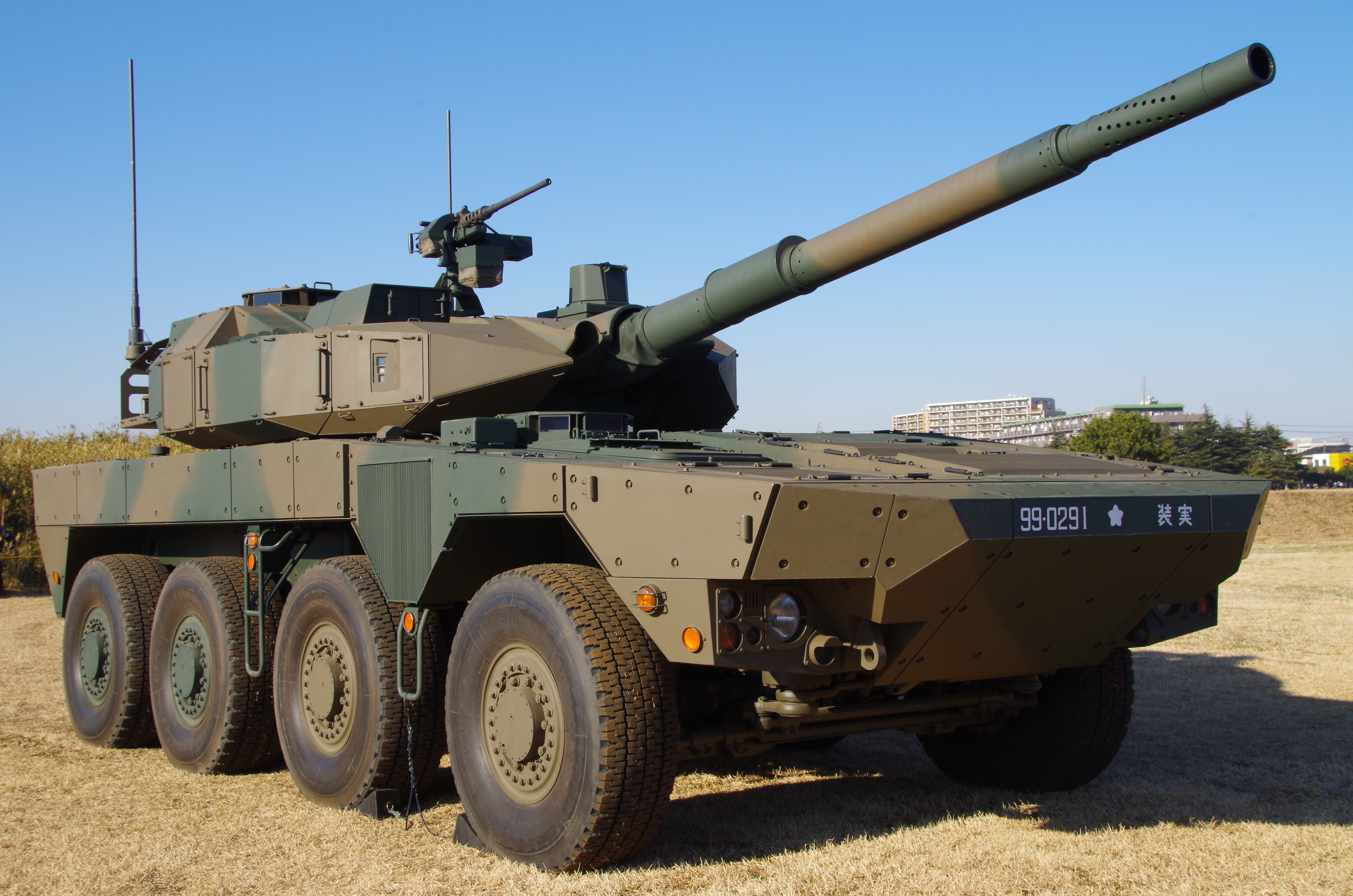
16式機動戦闘車
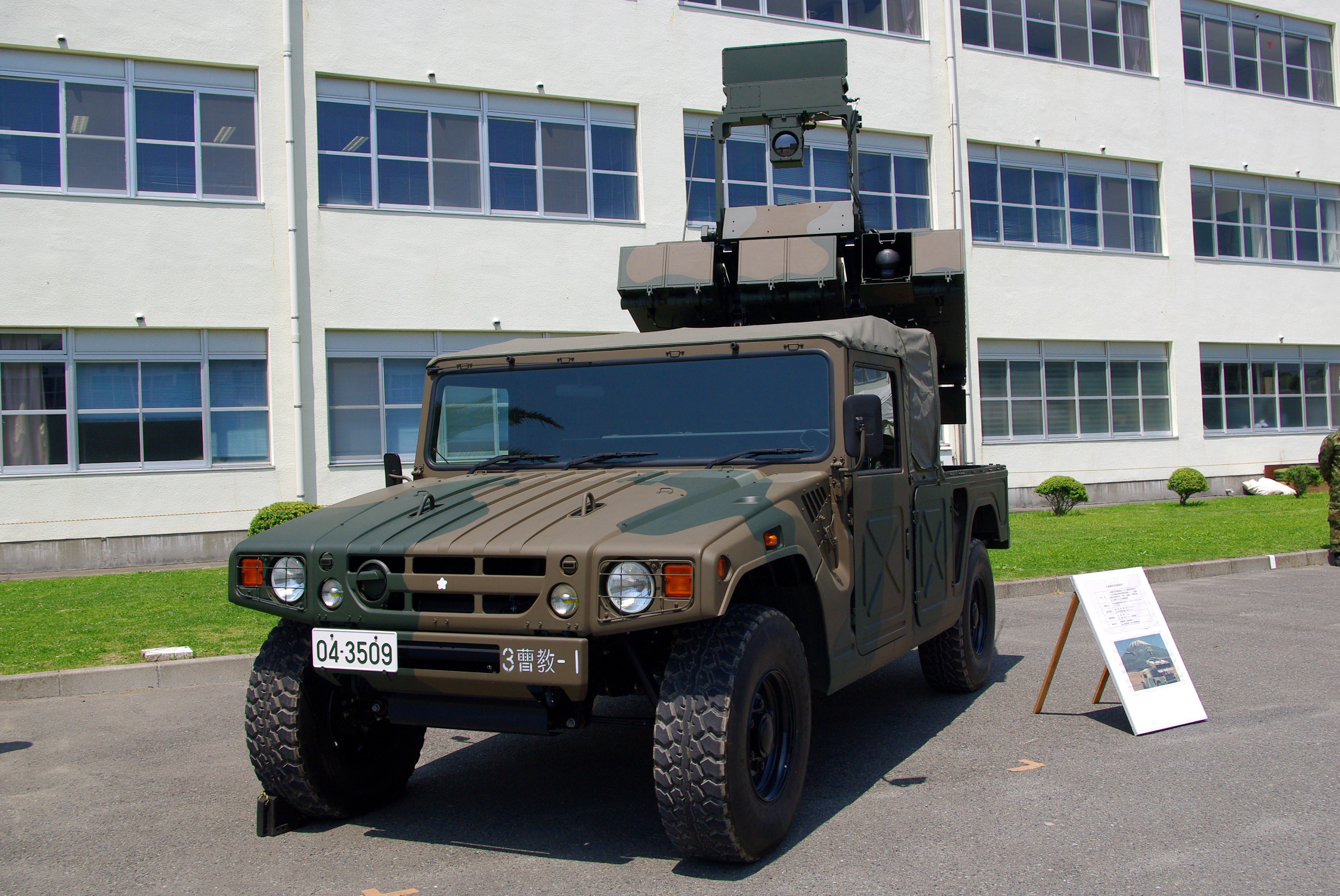
中距離多目的誘導弾
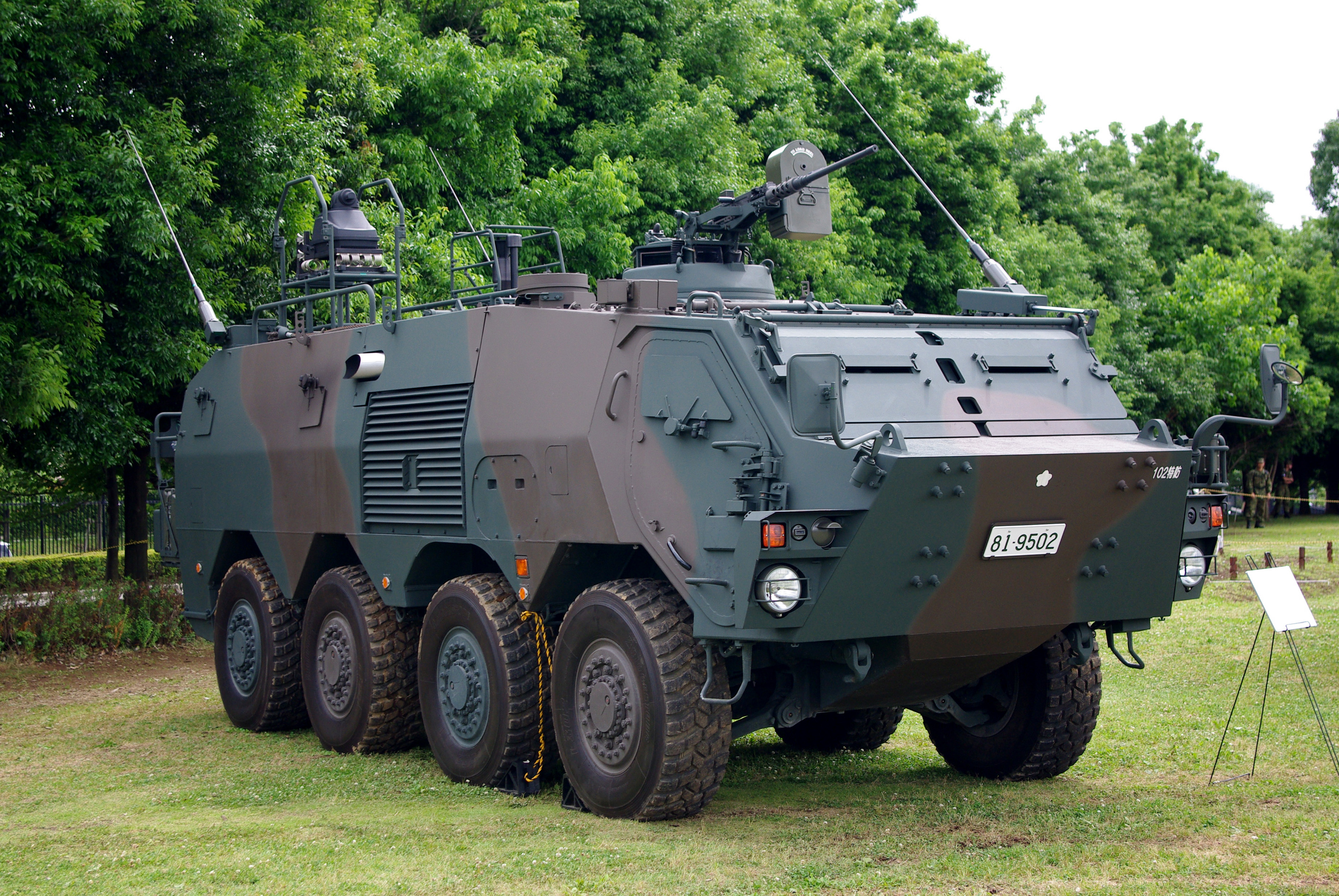
NBC偵察車
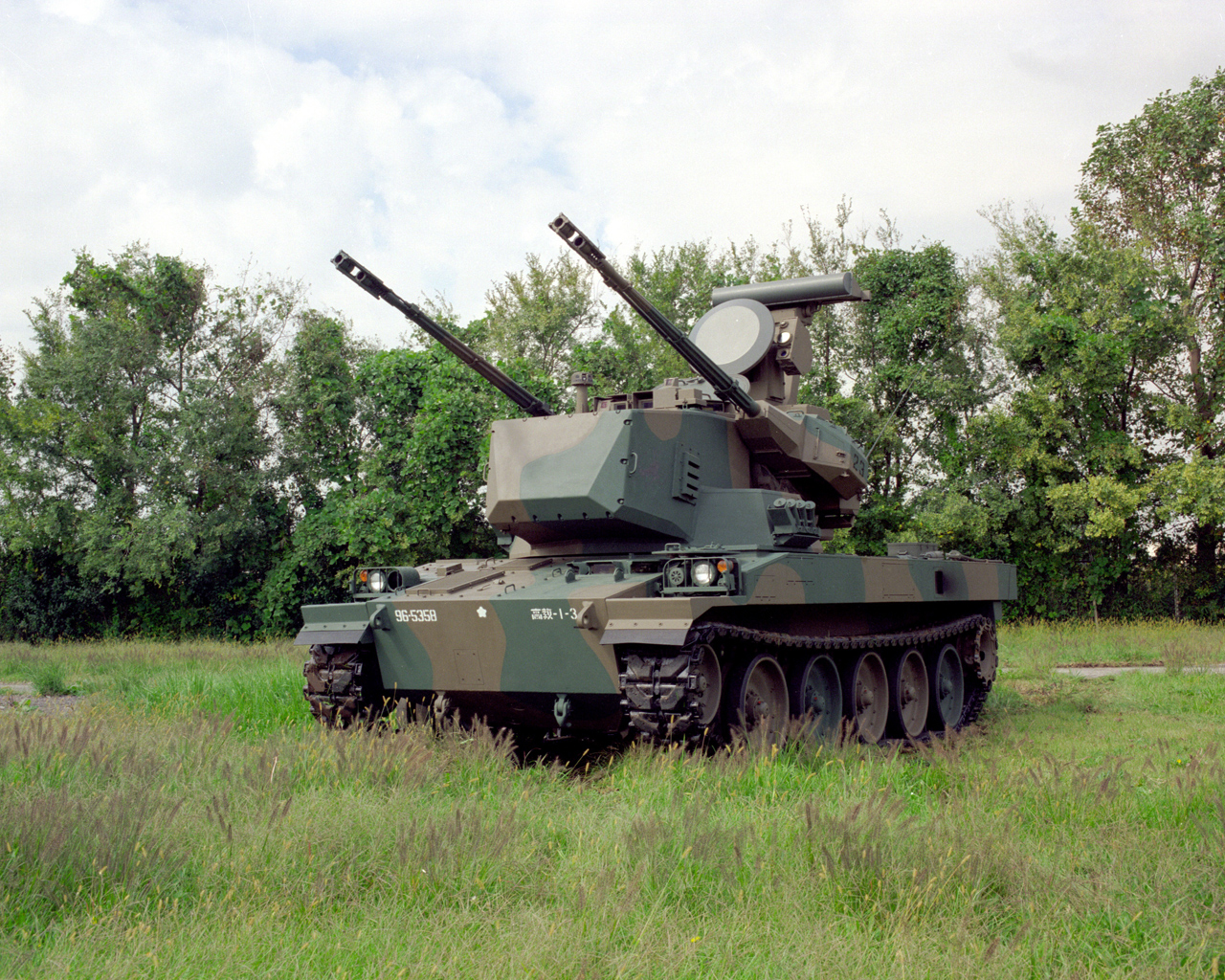
87式自走高射機関砲
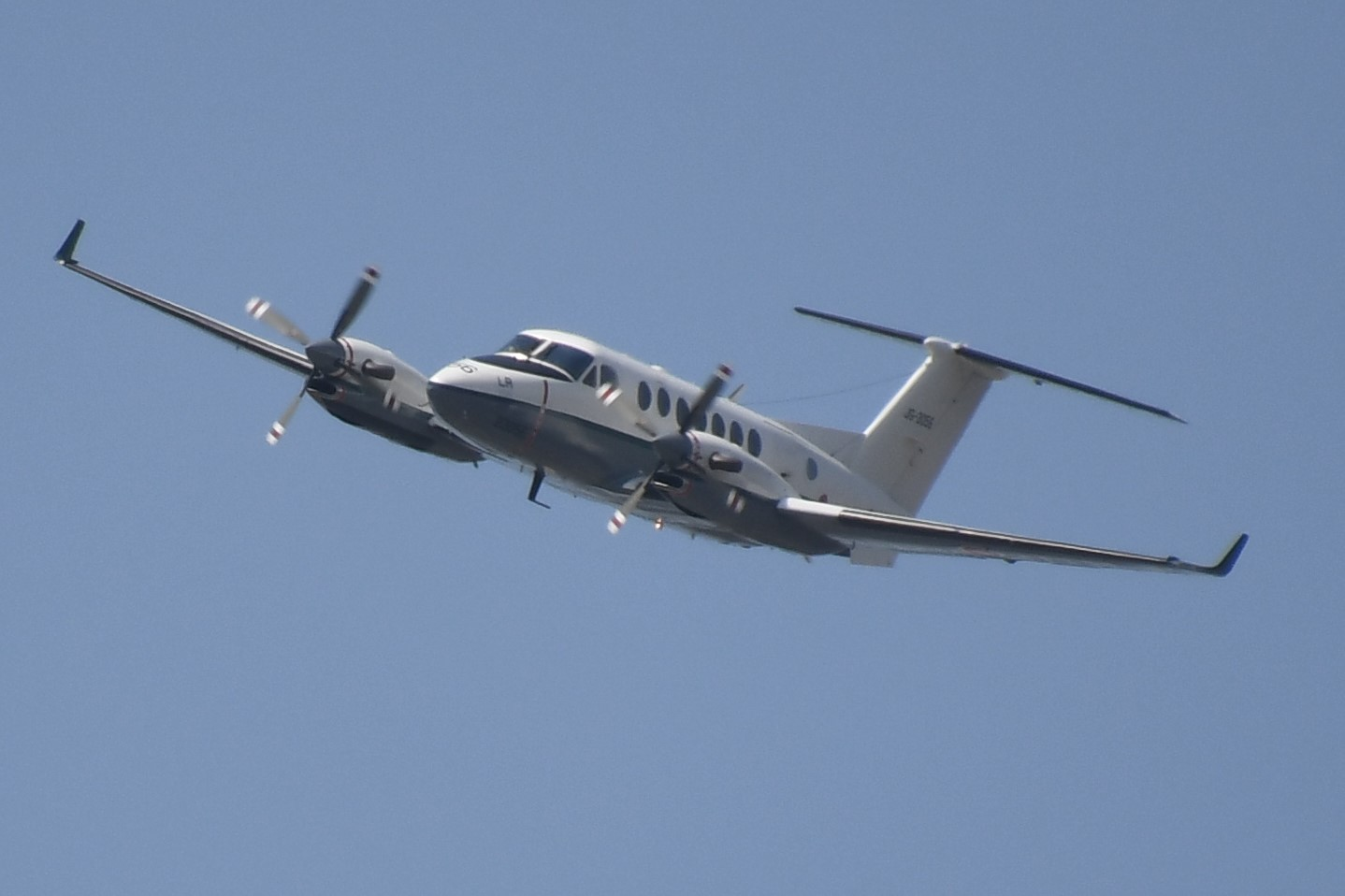
LR-2
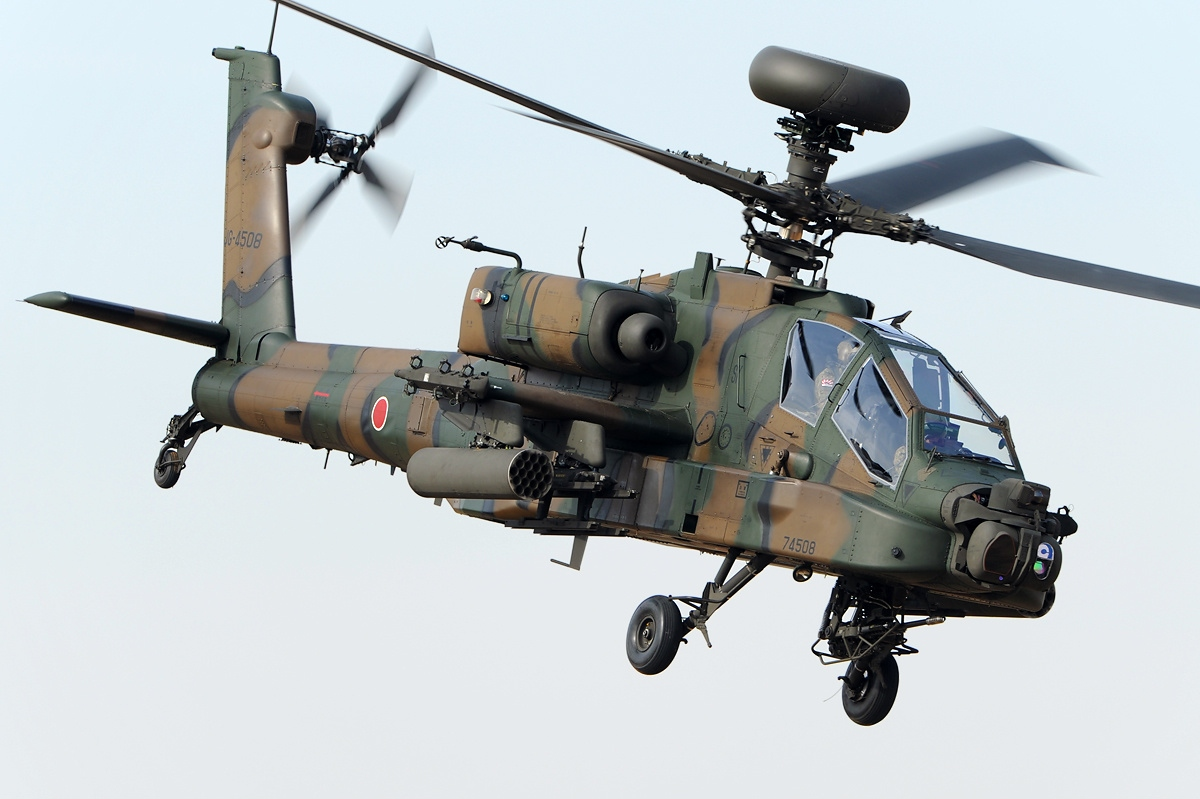
AH-64D アパッチ・ロングボウ
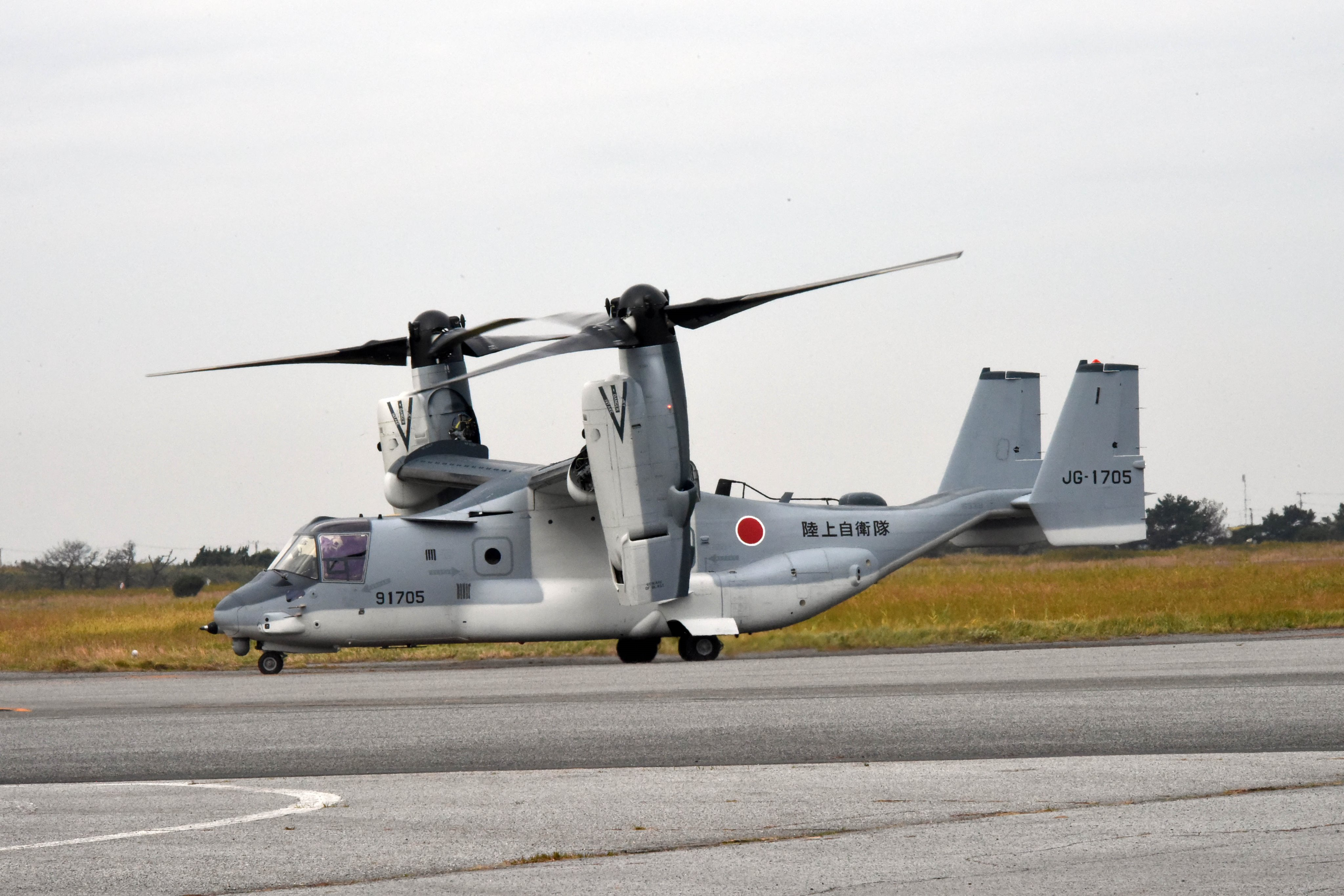
V-22オスプレイ

### その他

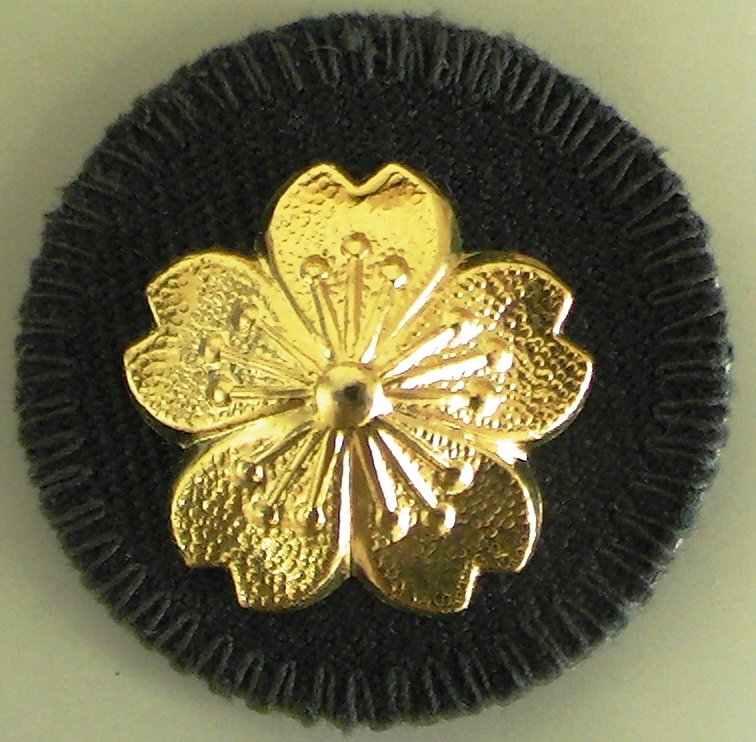
陸曹候補者徽章（乙）
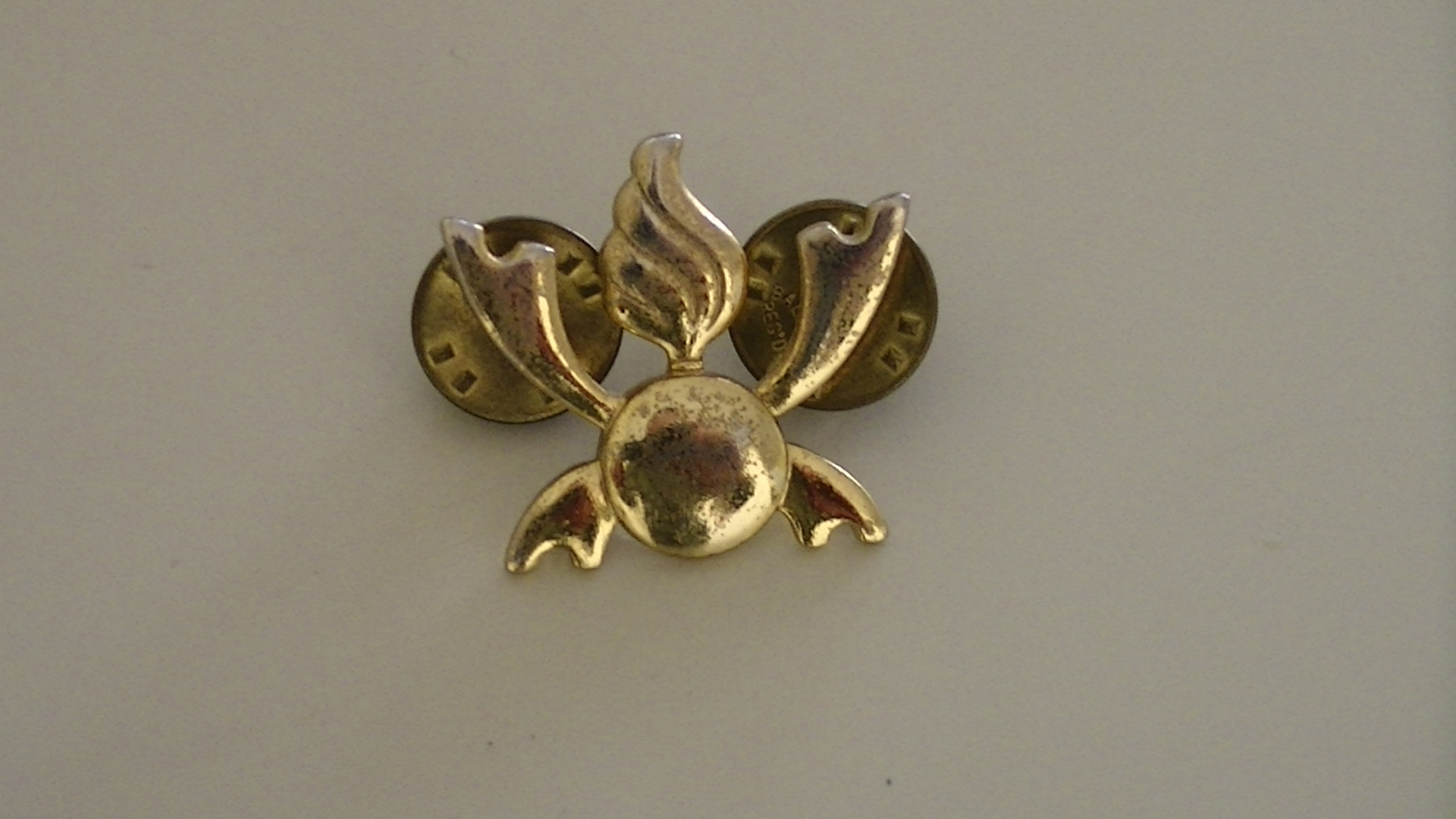
職種徽章（武器科）